# Département des objets d'art du musée du Louvre
Le département des objets d'art du musée du Louvre est un des départements les plus riches du musée. Ses collections, régulièrement enrichies par des donations et des acquisitions, accueillent des œuvres variées : statuettes, objets liturgiques, mobiliers, bijoux, accessoires, costumes, armes, tapisseries, livres, arts de la table... Le département présente une histoire des savoirs-faire et du goût allant du haut Moyen Âge jusqu'au milieu du XIXe siècle. Il comprend plus de 24 163 œuvres au total, parmi lesquelles 8 500 sont exposées dans 96 salles, dont certaines sont des chefs-d'œuvre en elles-mêmes (galerie d'Apollon, appartements Napoléon III).

## Histoire du département
Ce département a été créé en 1893, année où il a été séparé de celui des sculptures. De valeur exceptionnelle, ces objets et meubles proviennent des collections royales, des anciens trésors de Saint-Denis et de l'ordre du Saint-Esprit, ainsi que du transfert au Louvre, en 1901, de l'ancien musée du Mobilier national. À cela se sont ajoutés, depuis le début, de multiples donations et achats.
Les collections du département des objets d'art se trouvent au 1er étage du musée, dans l'aile Richelieu, les ailes Nord et Nord-Ouest de la Cour carrée, ainsi qu'au 1er étage de l'aile Denon (galerie d'Apollon). L'aile Richelieu accueillait auparavant le ministère des finances qui a déménagé à Bercy, a été réaménagée en salles d'exposition et inaugurée le 18 novembre 1993. En janvier 2000, de nouvelles salles consacrées aux objets d'art du XIXe siècle ouvrent leurs portes dans les anciens bureaux du ministère des Finances de Napoléon III, et portent à 20 000 le nombre de pièces inventoriées dans le département.
En 2005, la section du département des objets d’art du Louvre consacrée au règne de Louis XIV et au XVIIIe siècle est fermée pour rénovation, à l'origine pour une question de remise à niveau du système électrique qui devait durer 2 ans.
Le 6 juin 2014, après 9 années et un budget de 26 millions d'euros (financé par des mécènes), 33 nouvelles salles contenant plus de 2000 objets sont rouvertes, dont une grande partie ont été conçues comme des Period rooms présentant le mobilier français du règne de Louis XIV à celui de Louis XVI,. Une première équipe d'architectes est assignée à la rénovation du département, mais en 2008, à la suite du constat d'infaisabilité de cette équipe, l'aménagement muséologique  de ces nouvelles salles est confié à Jacques Garcia avec les directeurs du département qui se succèdent. Fabrice Ouziel a dessiné les nouveaux décors. La rénovation des boiseries a occupé les trois quarts du budget total,.
La collection d'art reconstituée s'est faite grâce aux contributions du palais des Tuileries et du château de Saint-Cloud sous forme de meubles et autres objets décoratifs, suivi par le Mobilier national de chefs-d'œuvre de l’ébénisterie et de la tapisserie d’origine royale.

## Décors
Le plafond de la salle du pavillon de Beauvais (salle 605) a été peint par Carolus Duran. Lors de la rénovation de 2006-2014, un plafond peint par Giovanni Scajario a été installé, la coupole Toilette de Vénus de Antoine-François Callet a été remonté du palais Bourbon, et des tapisseries de Noël Coypel ont été apposées.

Les salles sont agrémentées de mobilier Boulle, dont l'entretien et la rénovation s'avèrent intensifs.

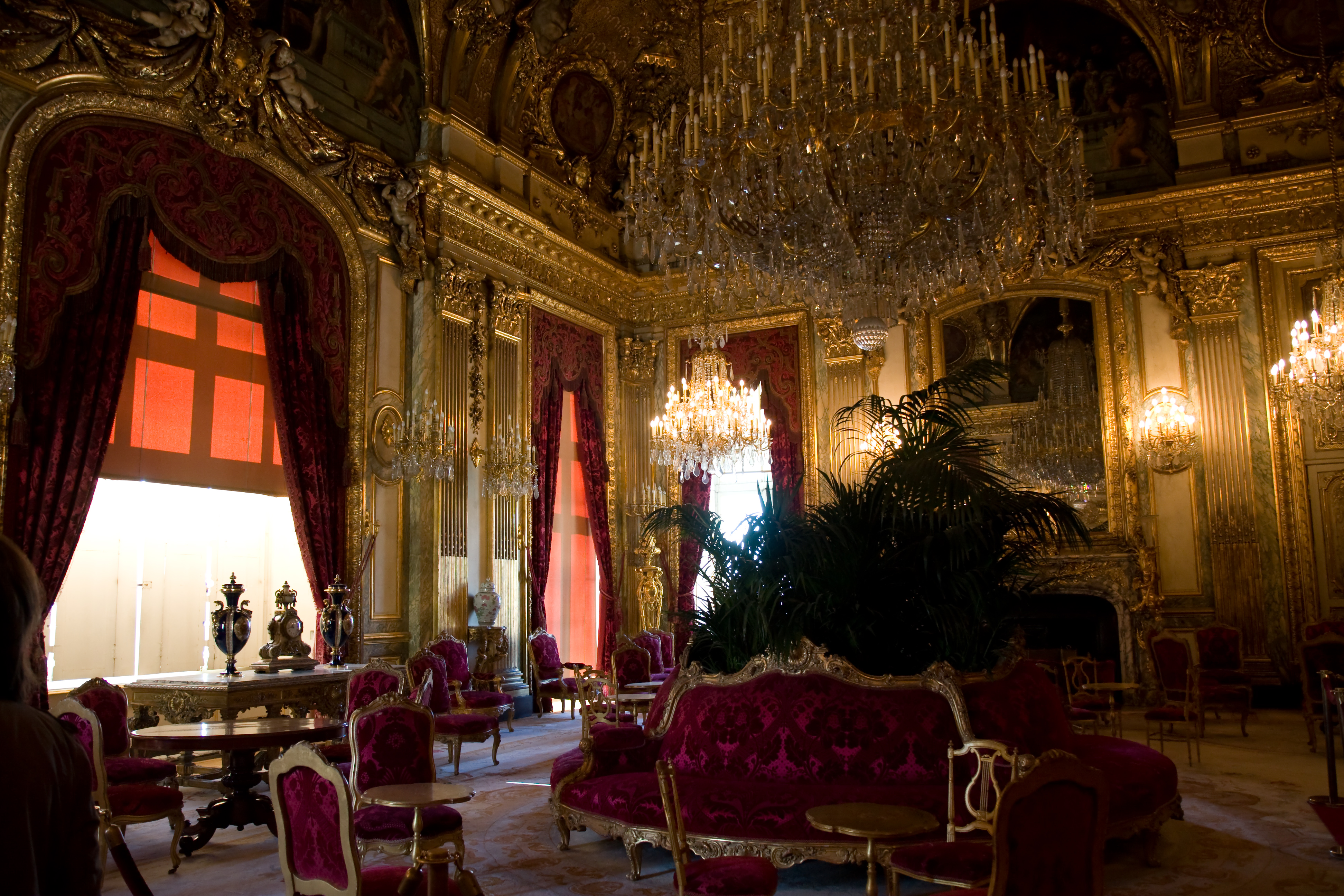
Grand salon des appartements Napoléon III
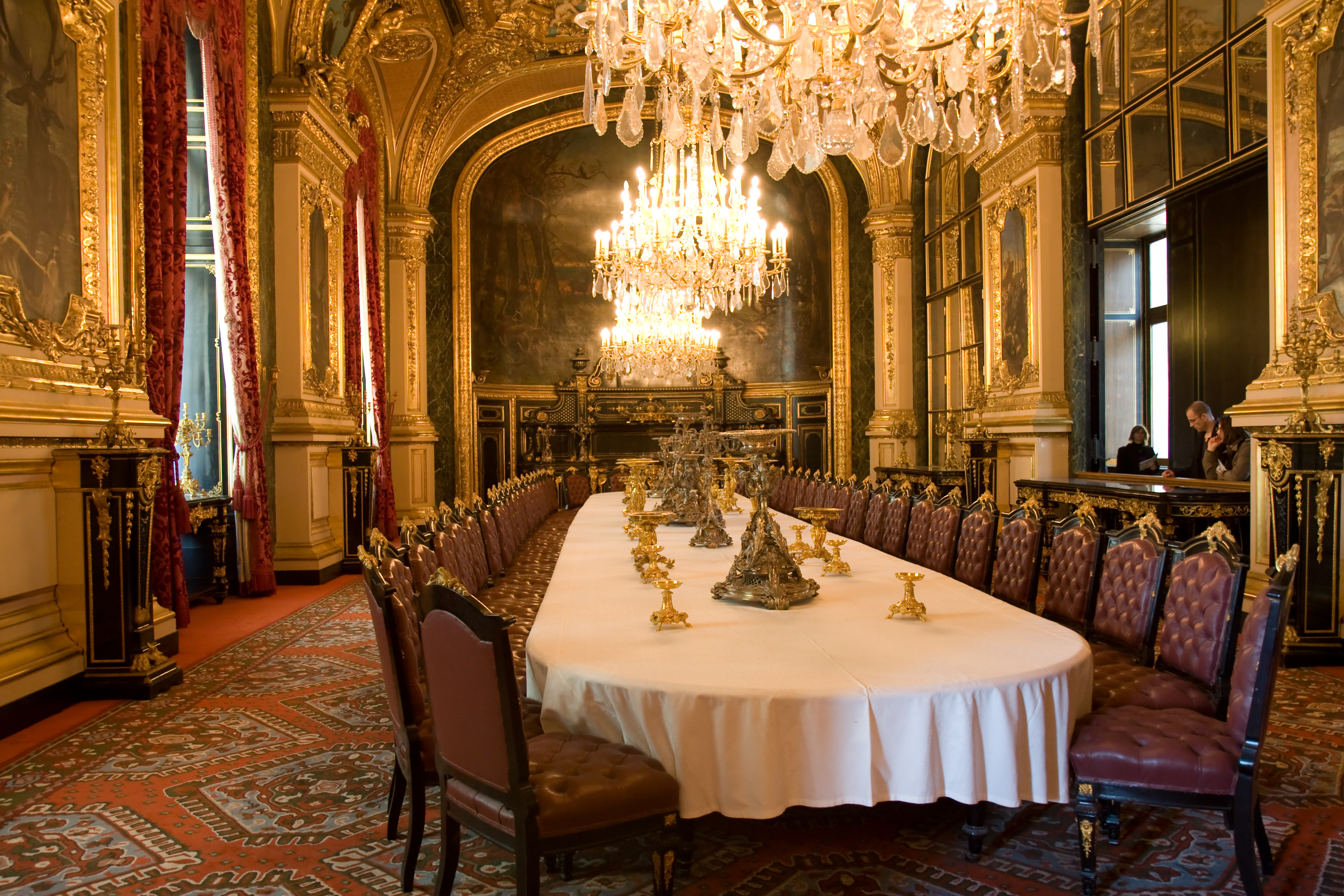
Salle à manger des appartements Napoléon III
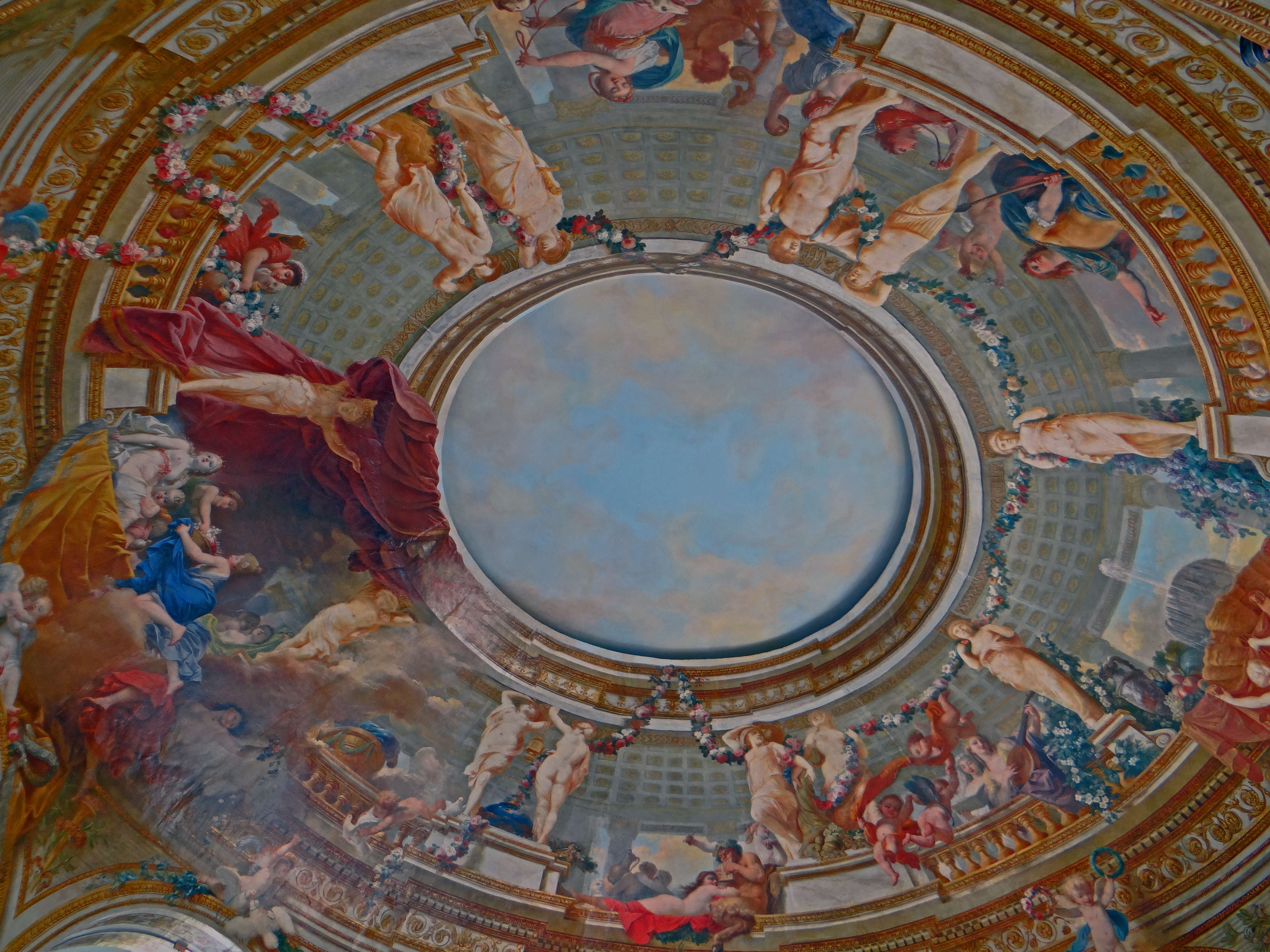
Coupole de l'hôtel du prince de Condé, dite coupole de Callet
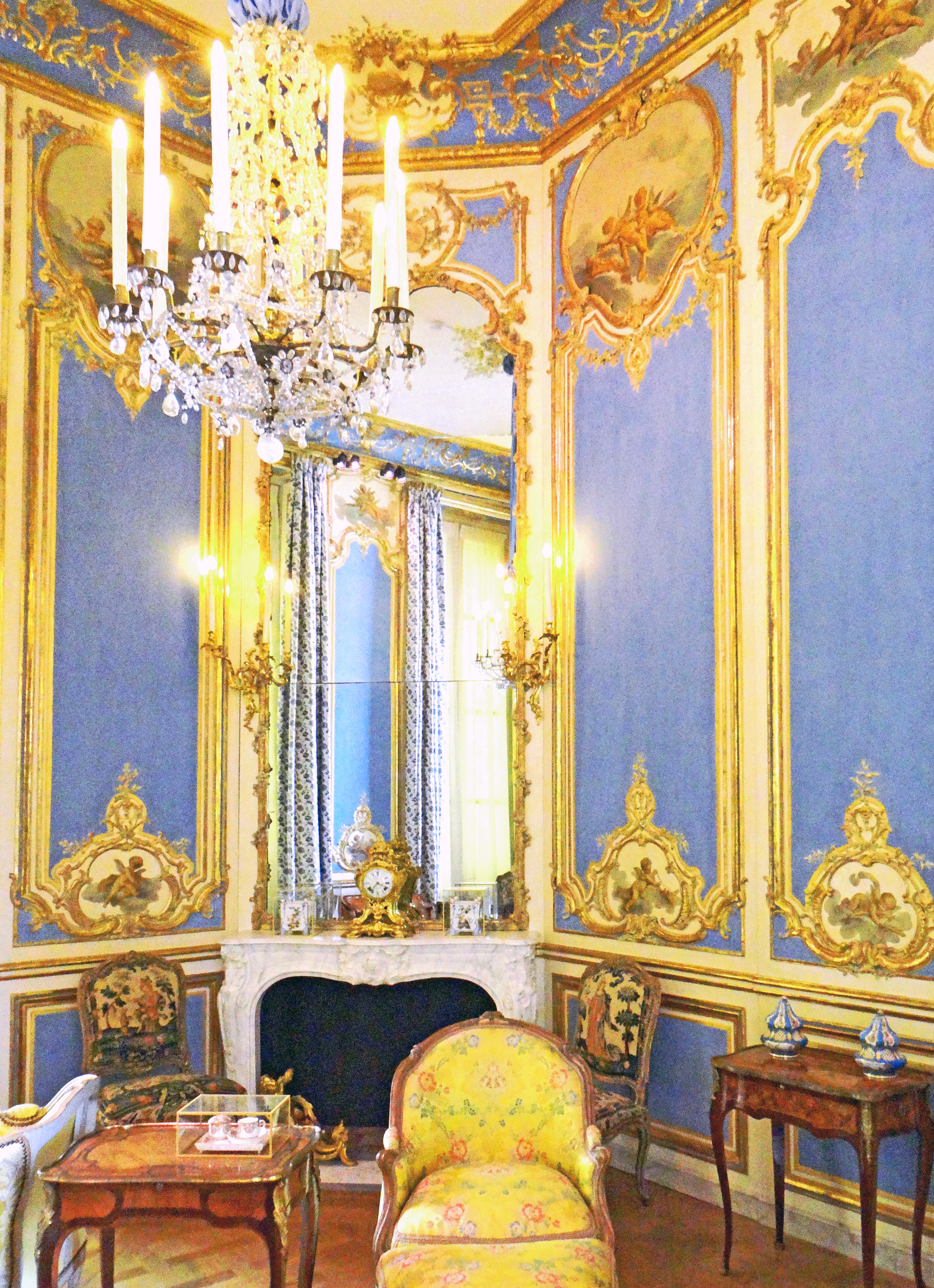
Décor de l'hôtel de Villemaré Dangé
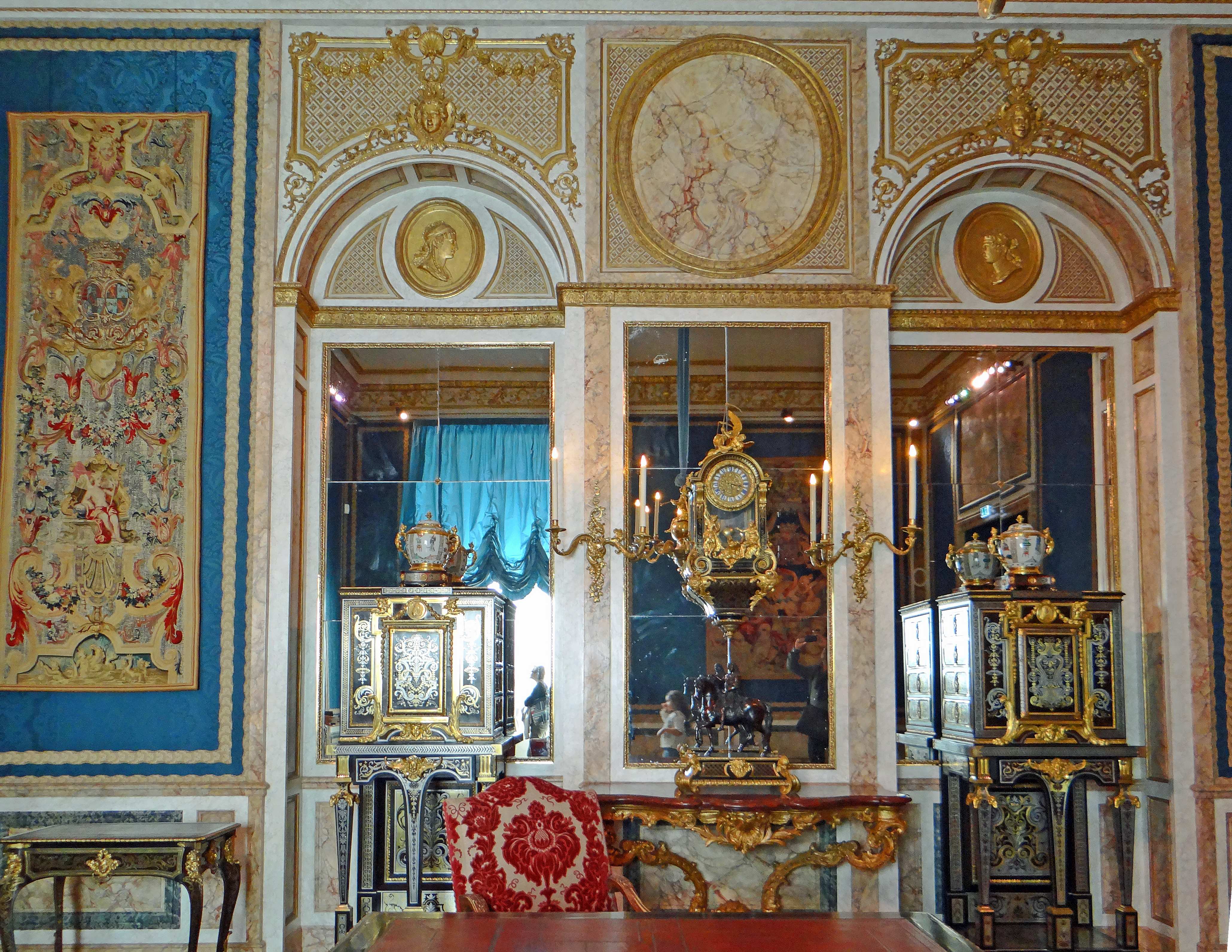
Décor de l'hôtel Le Bas de Montargis
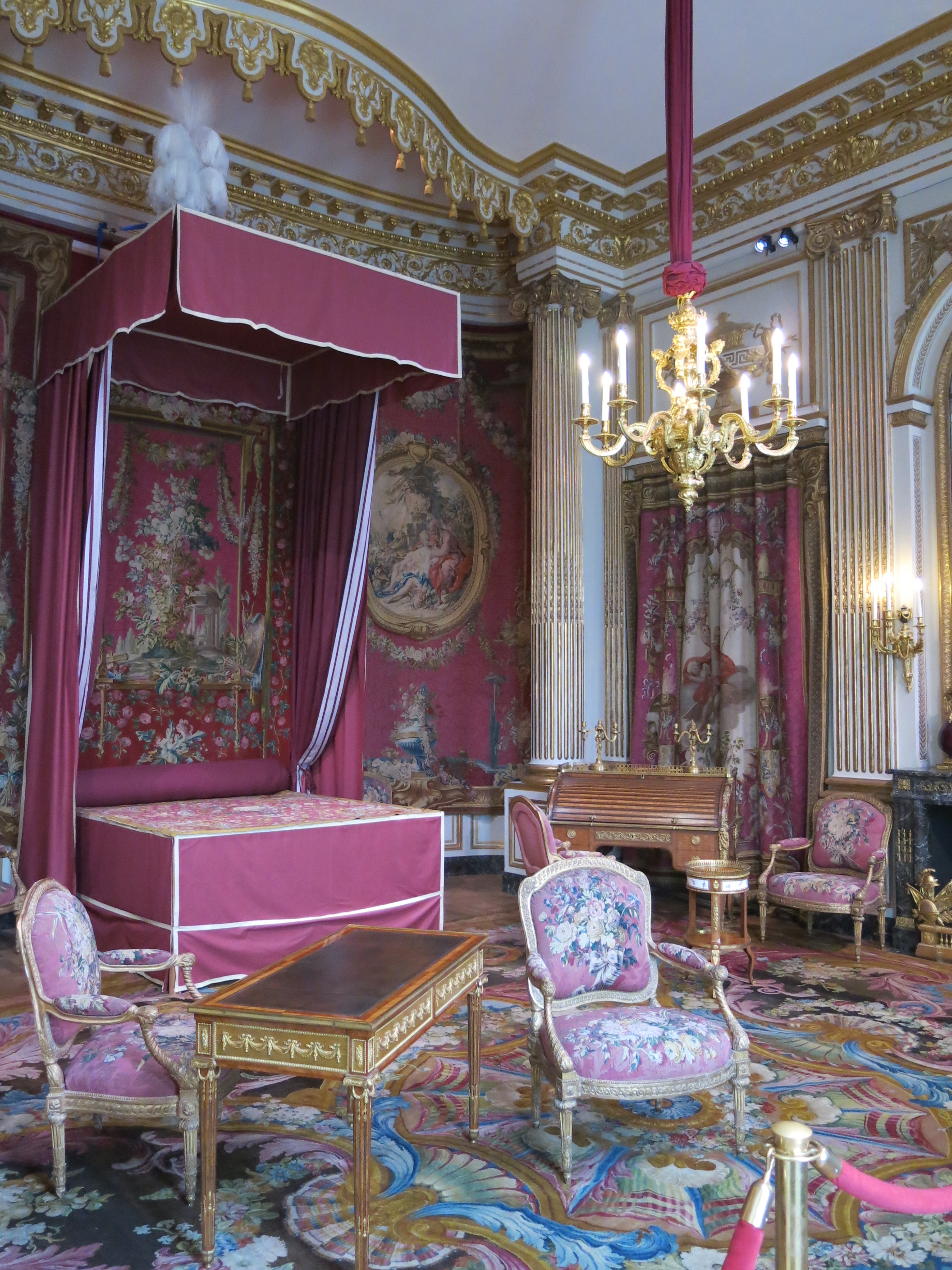
Chambre de parade de l'hôtel de Chevreuse
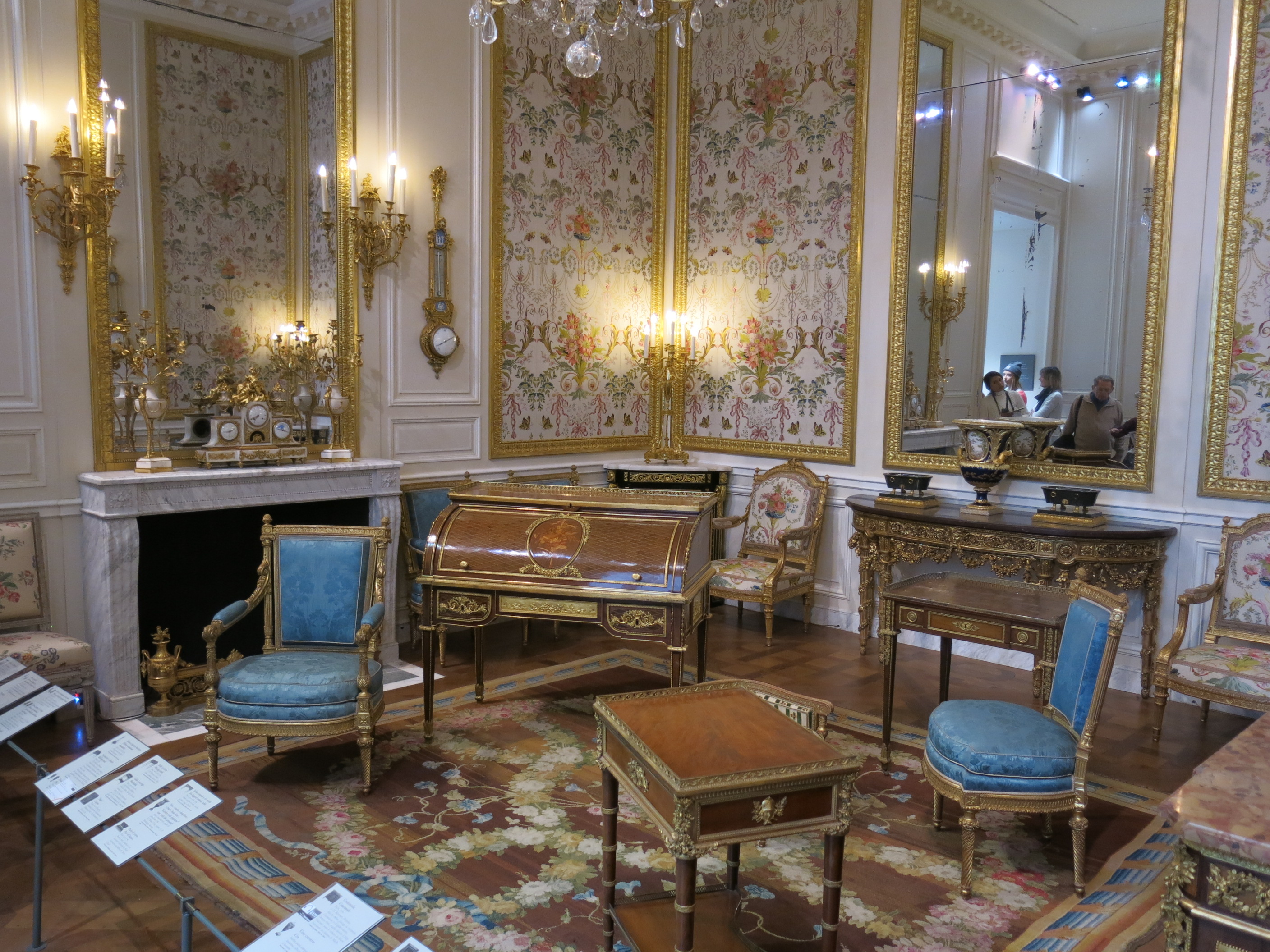
Salle Marie Antoinette
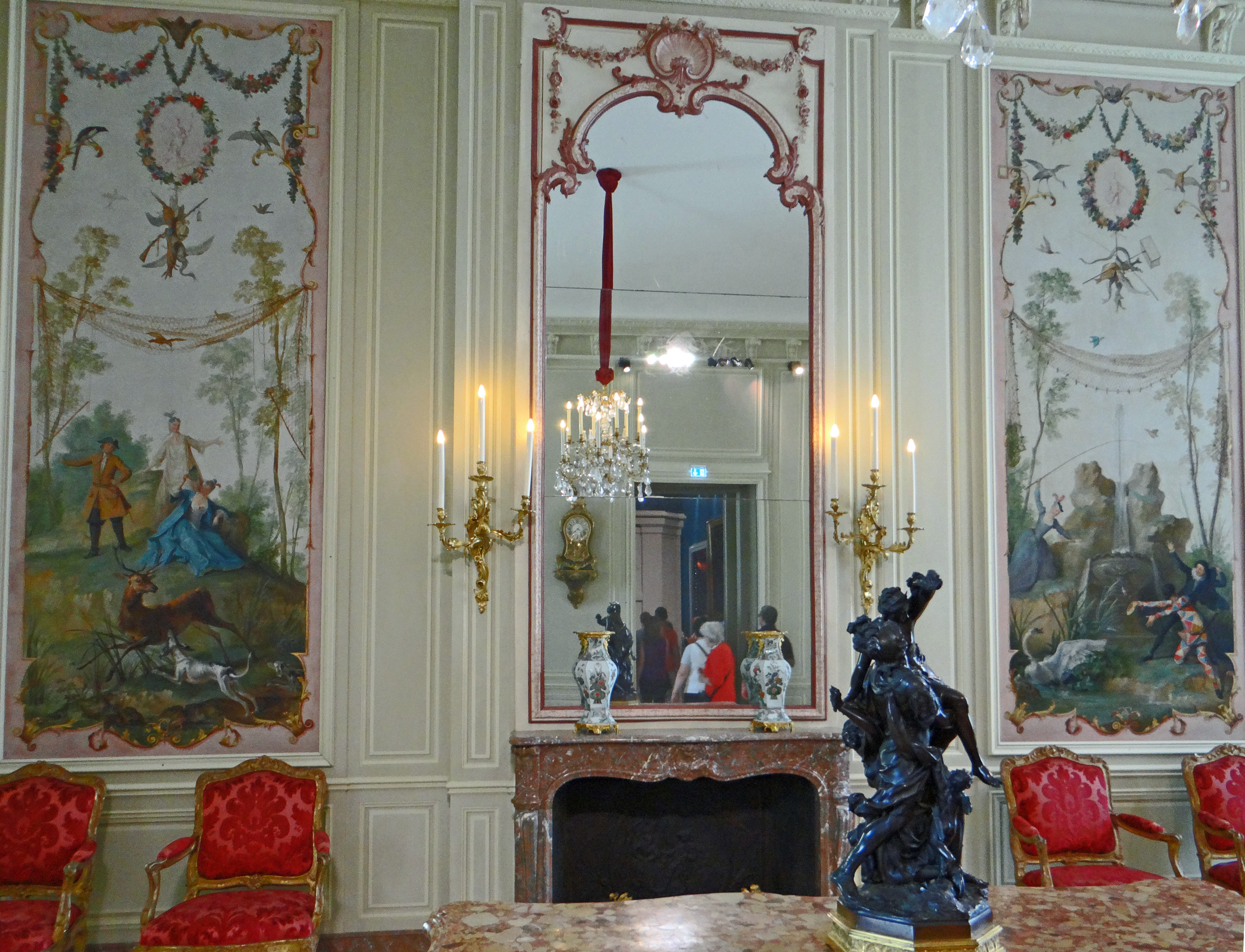
Boiseries du château de Voré

## Collection
On distingue 4 groupes de collections dans le département : les collections du Moyen Âge, les collections de la Renaissance et de la première moitié du XVIIe siècle, les collections de la seconde moitié du XVIIe et du XVIIIe siècle et les collections du XIXe siècle (y compris les appartements Napoléon III).
La présentation dans les salles des collections de la seconde moitié du XVIIe et du XVIIIe siècle a été divisée en trois grandes séquences chronologiques et stylistiques :
- 1660-1725 : le règne personnel de Louis XIV et la Régence (salles 601 à 606).
- 1725-1755 : l'épanouissement du style rocaille (salles 605, 607 à 615).
- 1755-1790 : le retour au classicisme et le règne de Louis XVI (salles 616 à 632).

Cette nouvelle présentation des collections  permet de montrer les boiseries de plusieurs salons d'hôtels particuliers, de remonter la coupole des Petits-Appartements de l'hôtel du prince de Condé réalisée par Antoine-François Callet en 1774 et de présenter des meubles de André-Charles Boulle, Martin Carlin, Mathieu Criaerd, Alexandre-Jean Oppenord.

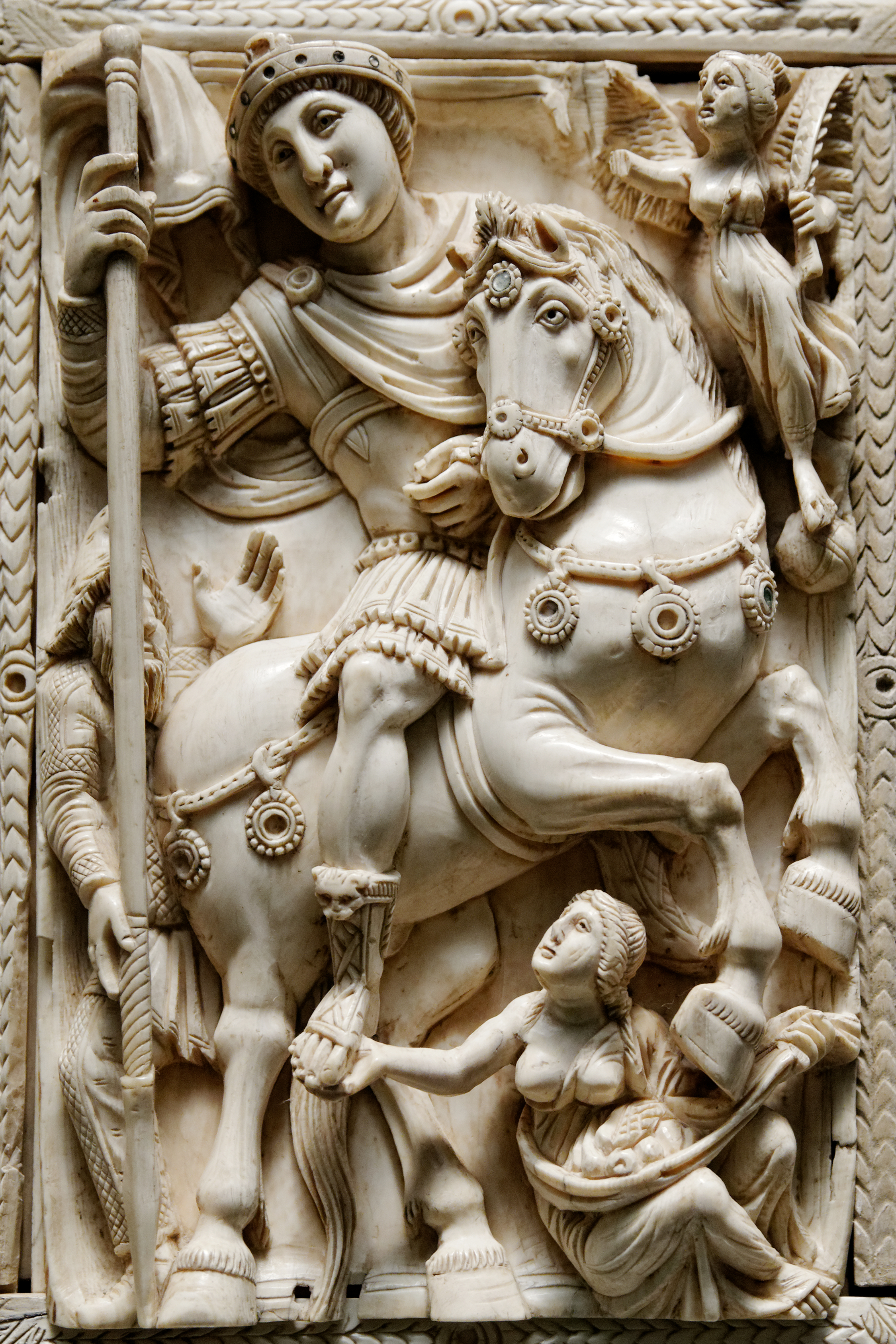
Panneau central de l'ivoire Barberini
Plat de reliure en émail de Limoges
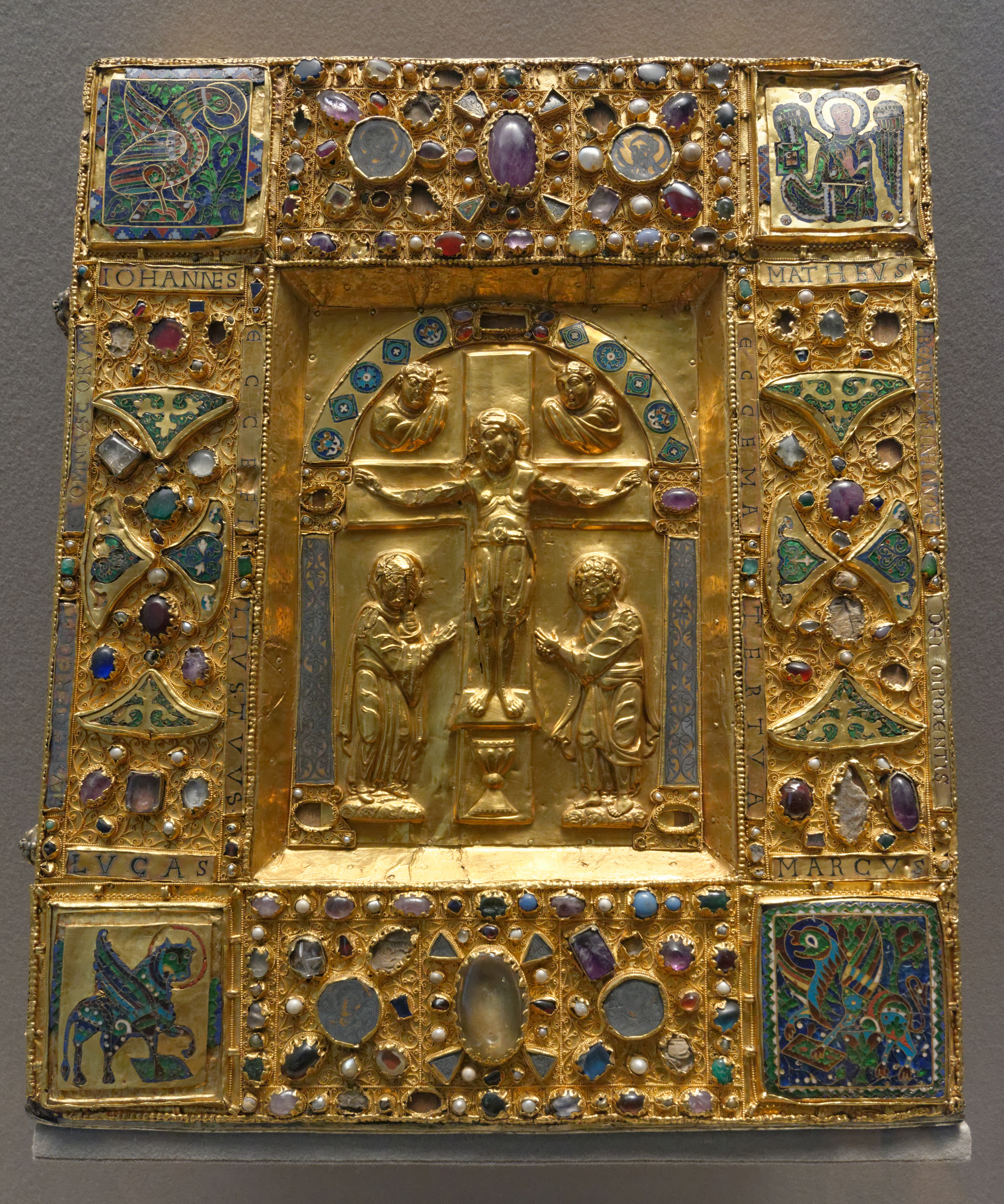
Boîte-reliure : la Crucifixion et les symboles des évangélistes, de la première moitié du XIe siècle.
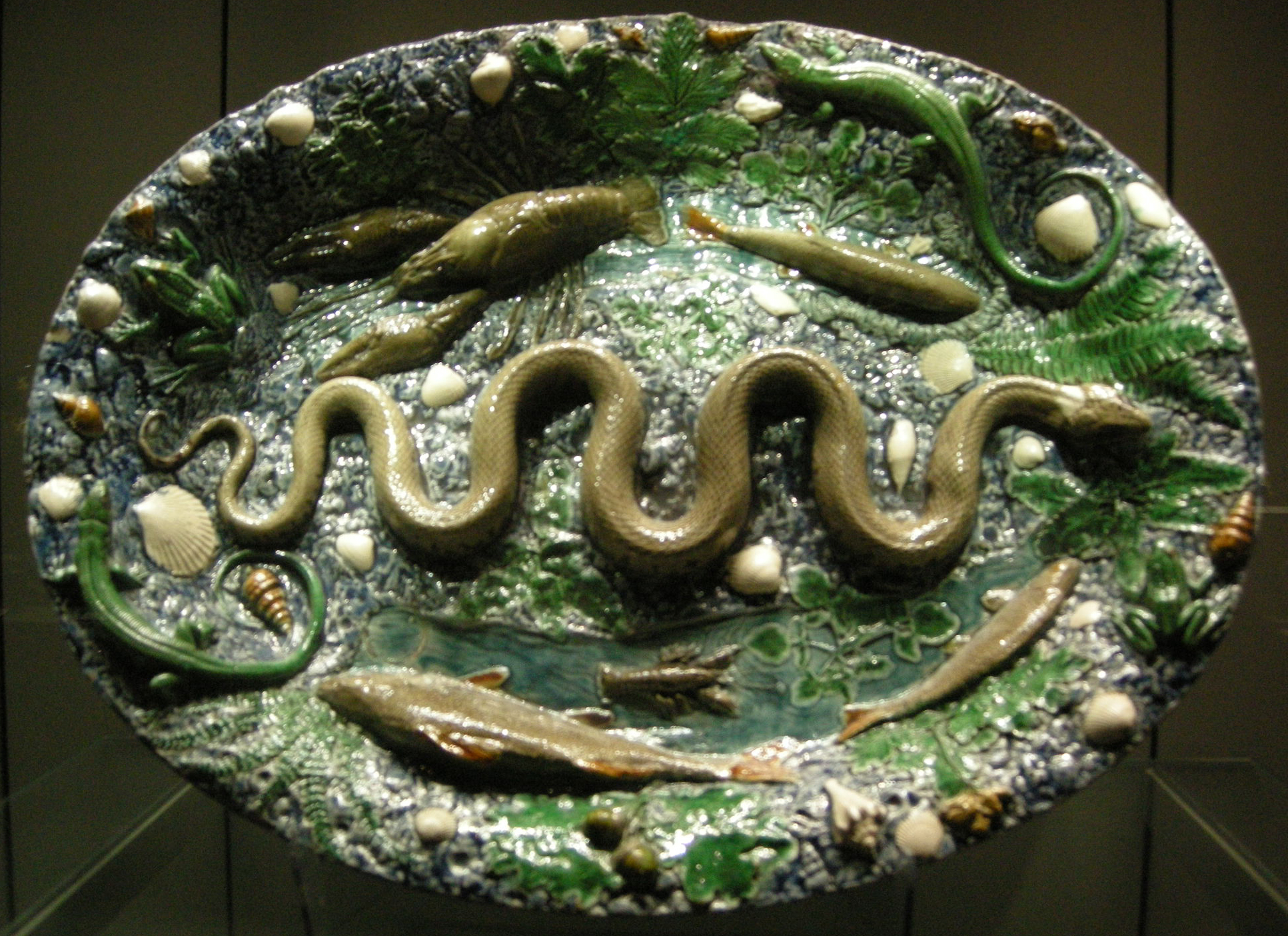
Bassin « rustique » attribué à Bernard Palissy
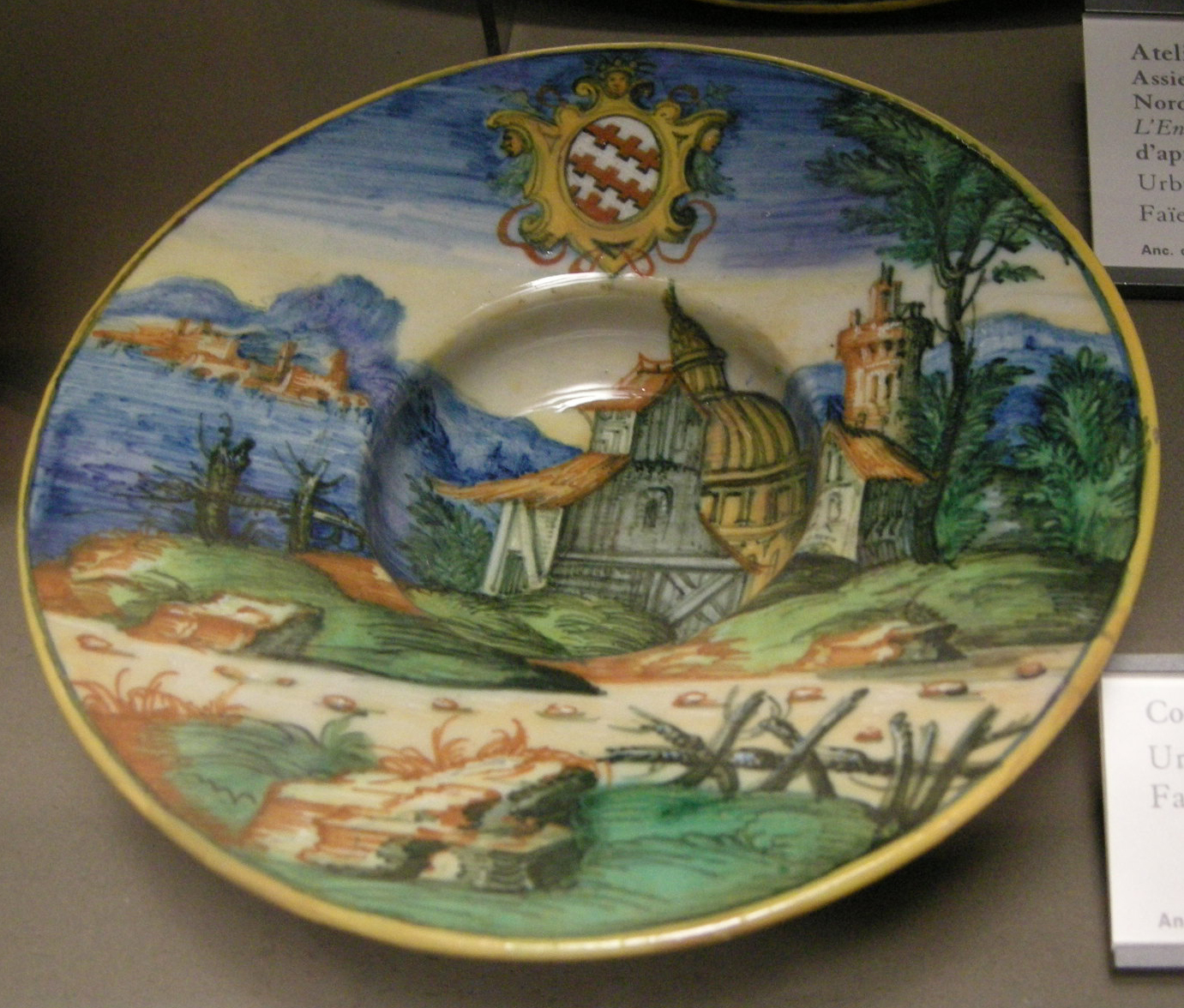
Coupe aux armes des Salviati, vers 1550
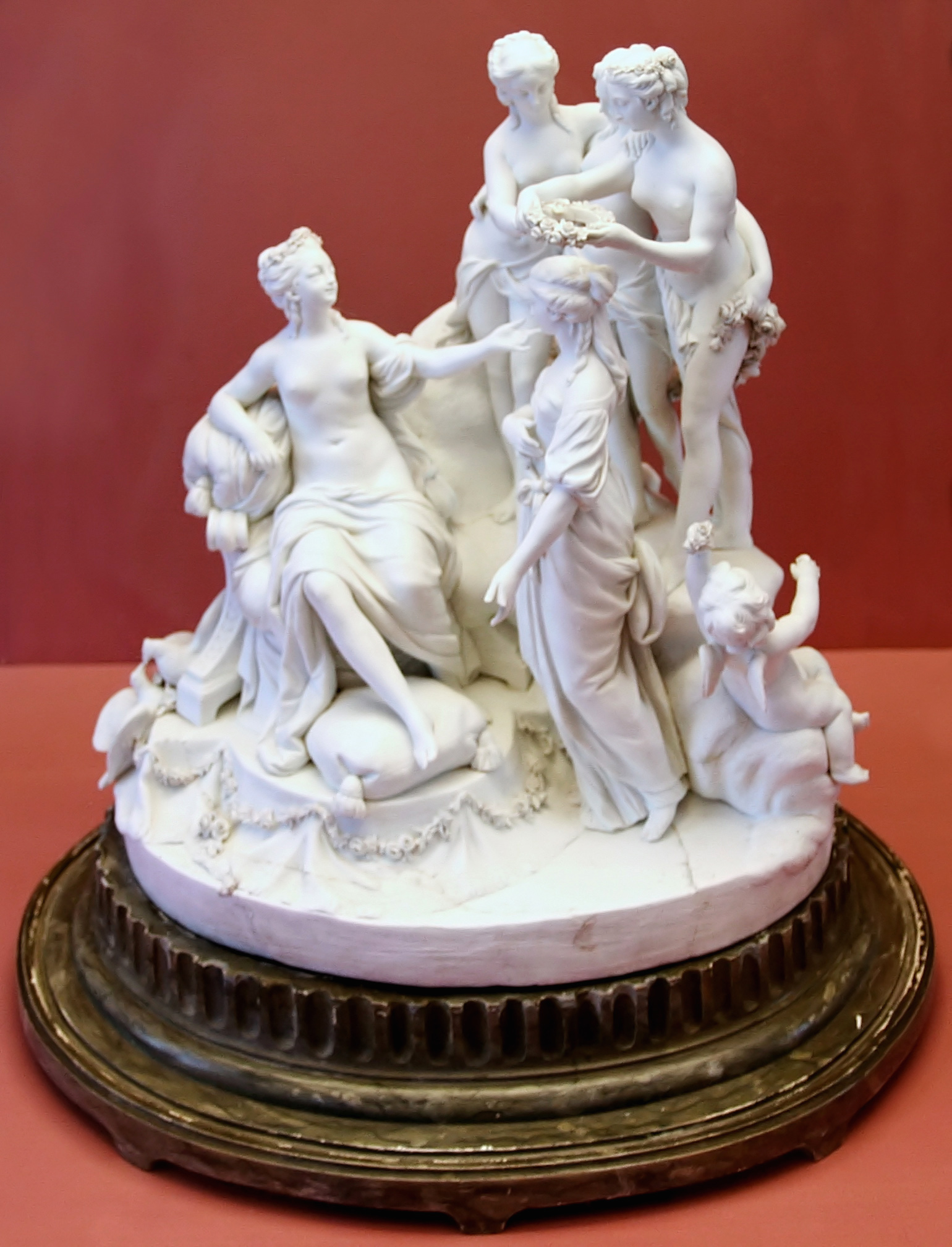
Vénus faisant couronner la beauté, porcelaine de Sèvres, fin du XVIIIe siècle
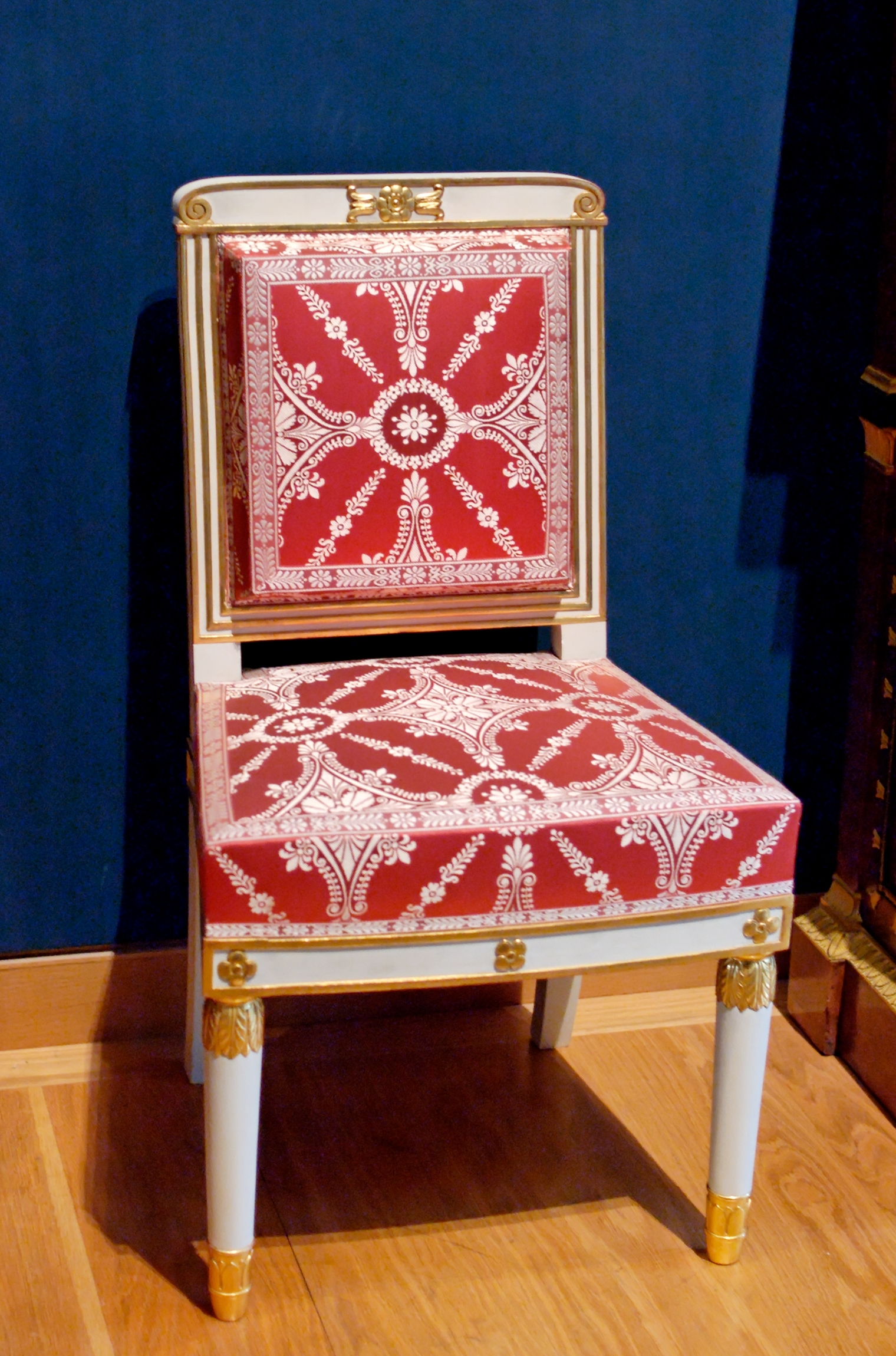
Chaise de style Empire
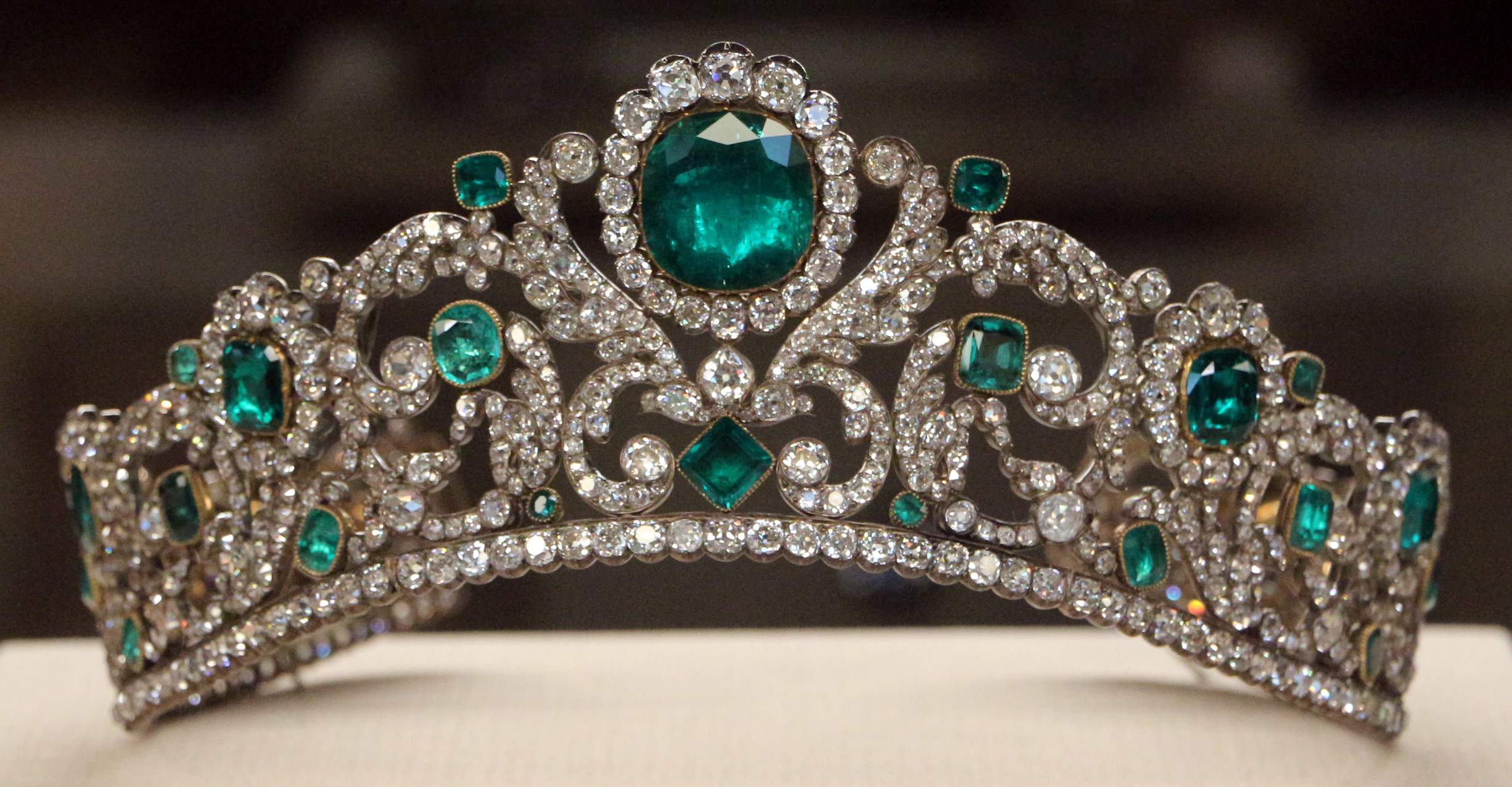
Diadème de la duchesse d'Angoulême, 1819-1820
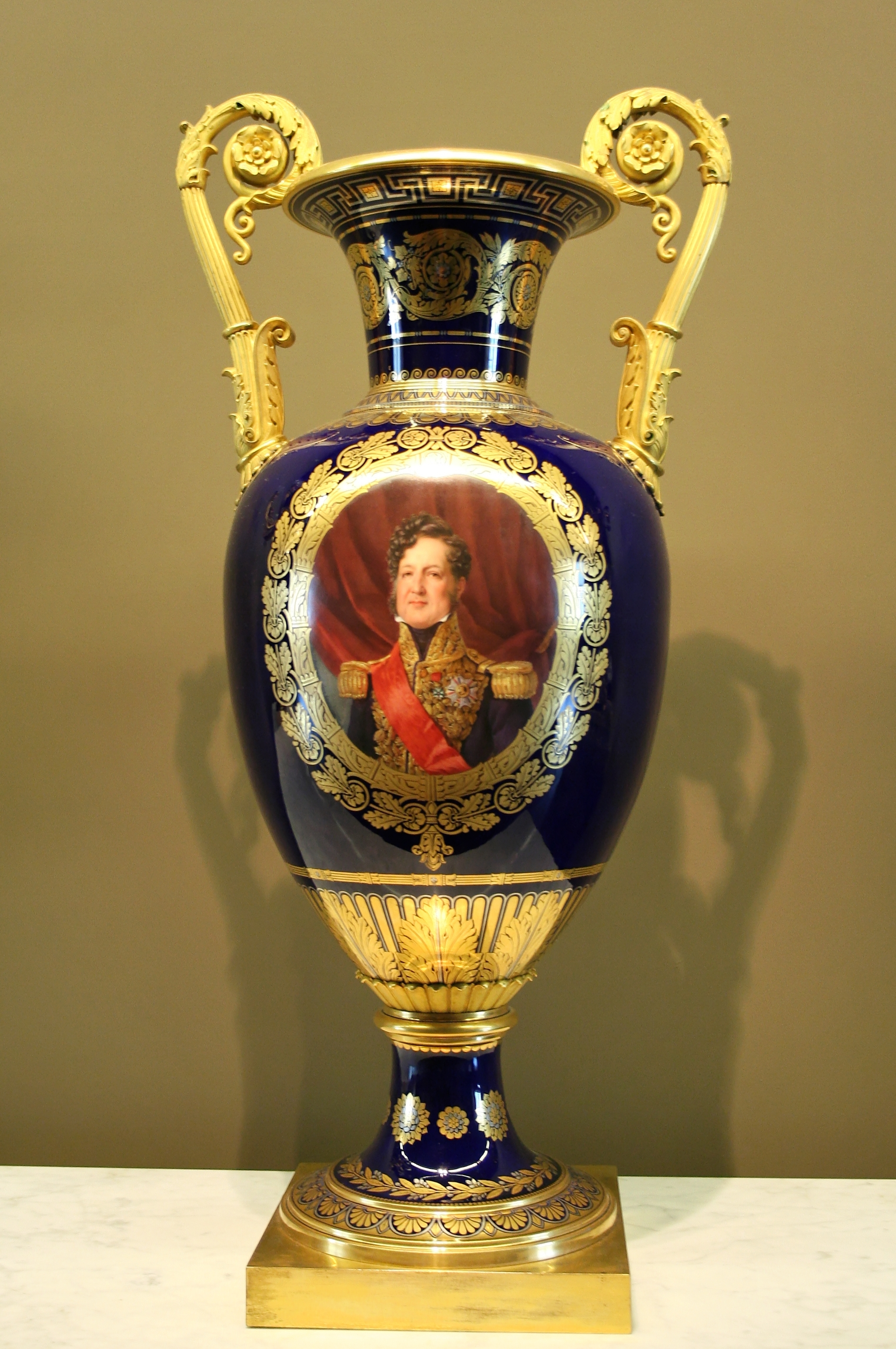
Vase œuf au portrait de Louis-Philippe
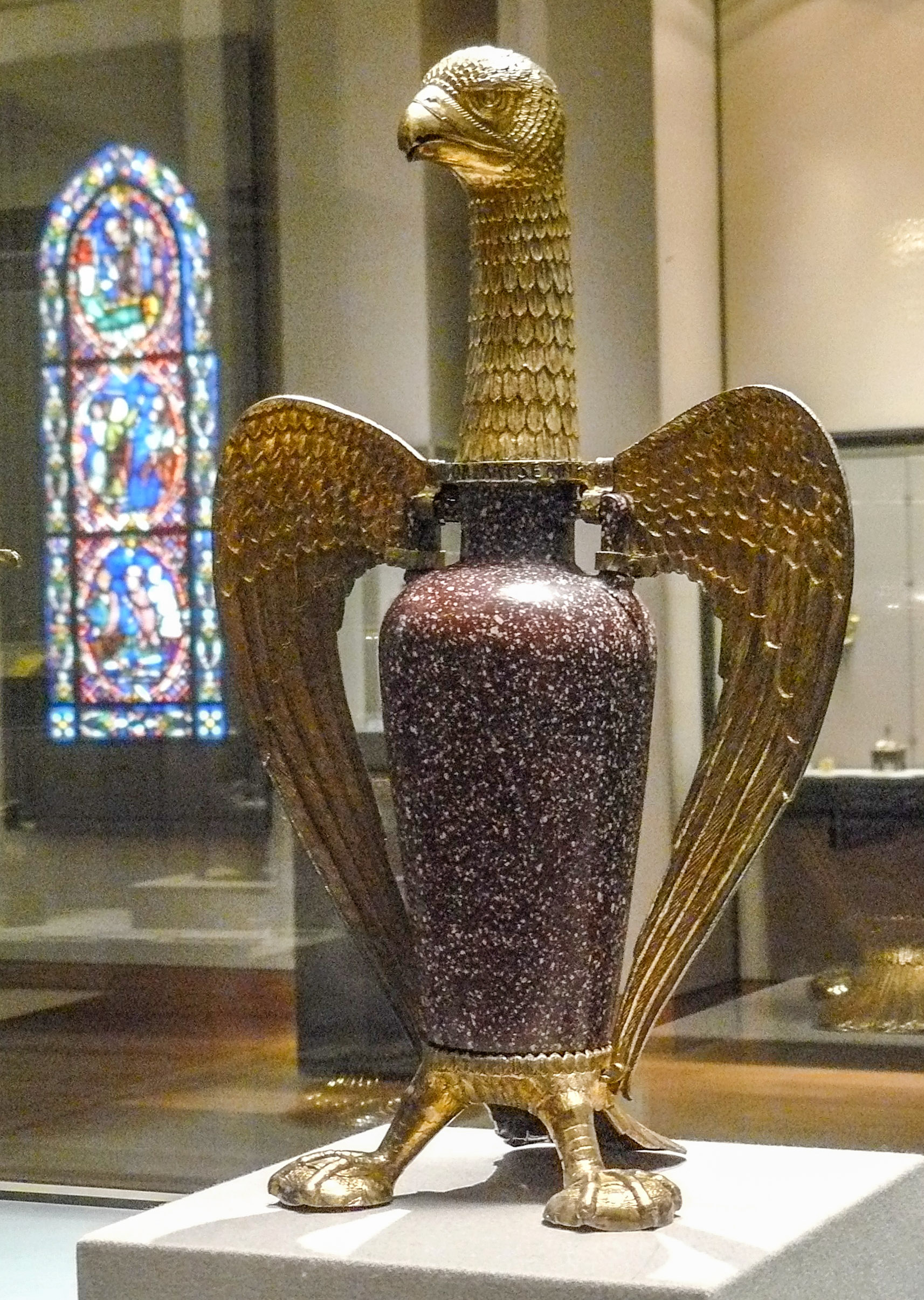
Aigle de Suger
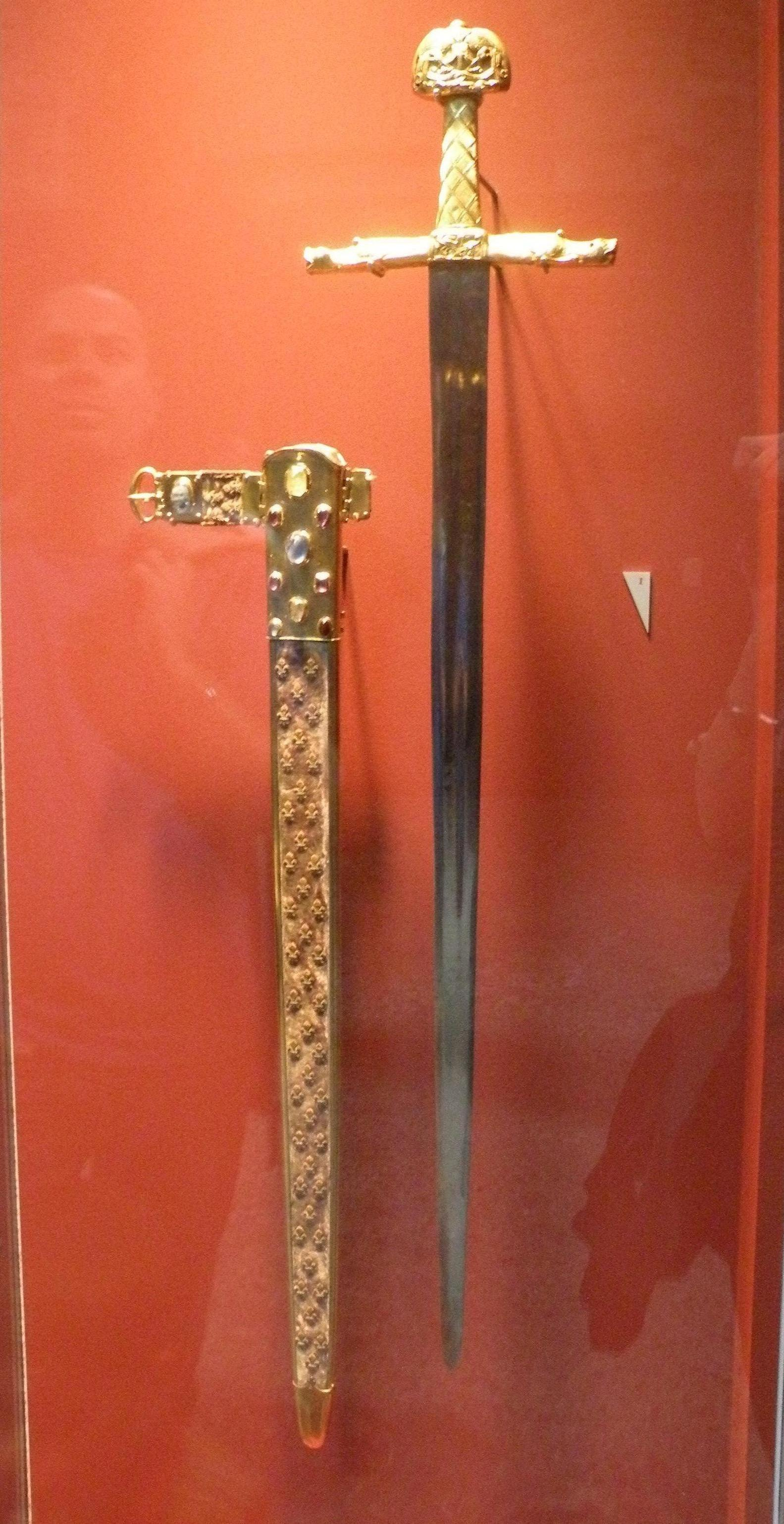
Joyeuse, épée de Charlemagne
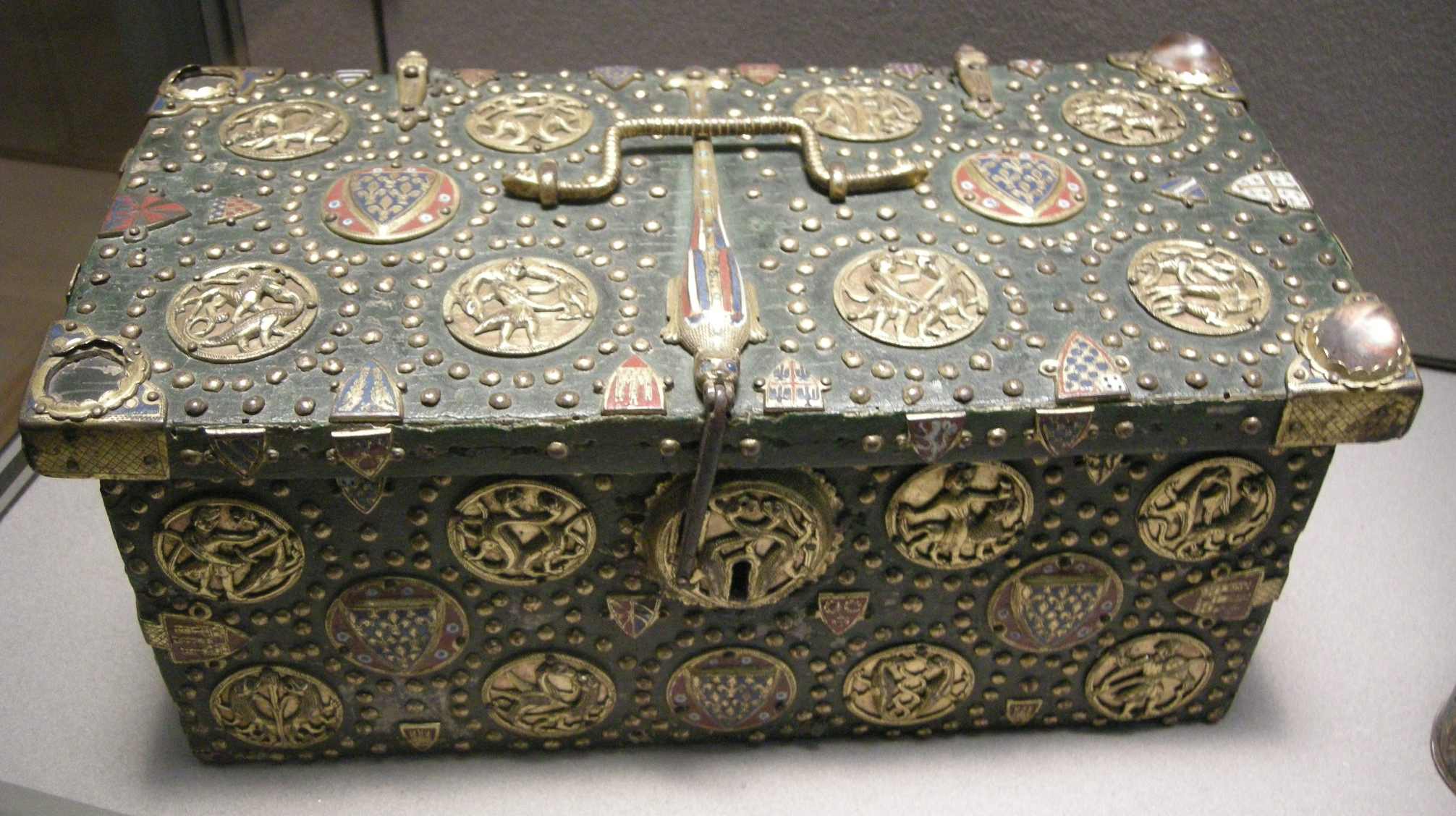
Coffret de Saint Louis
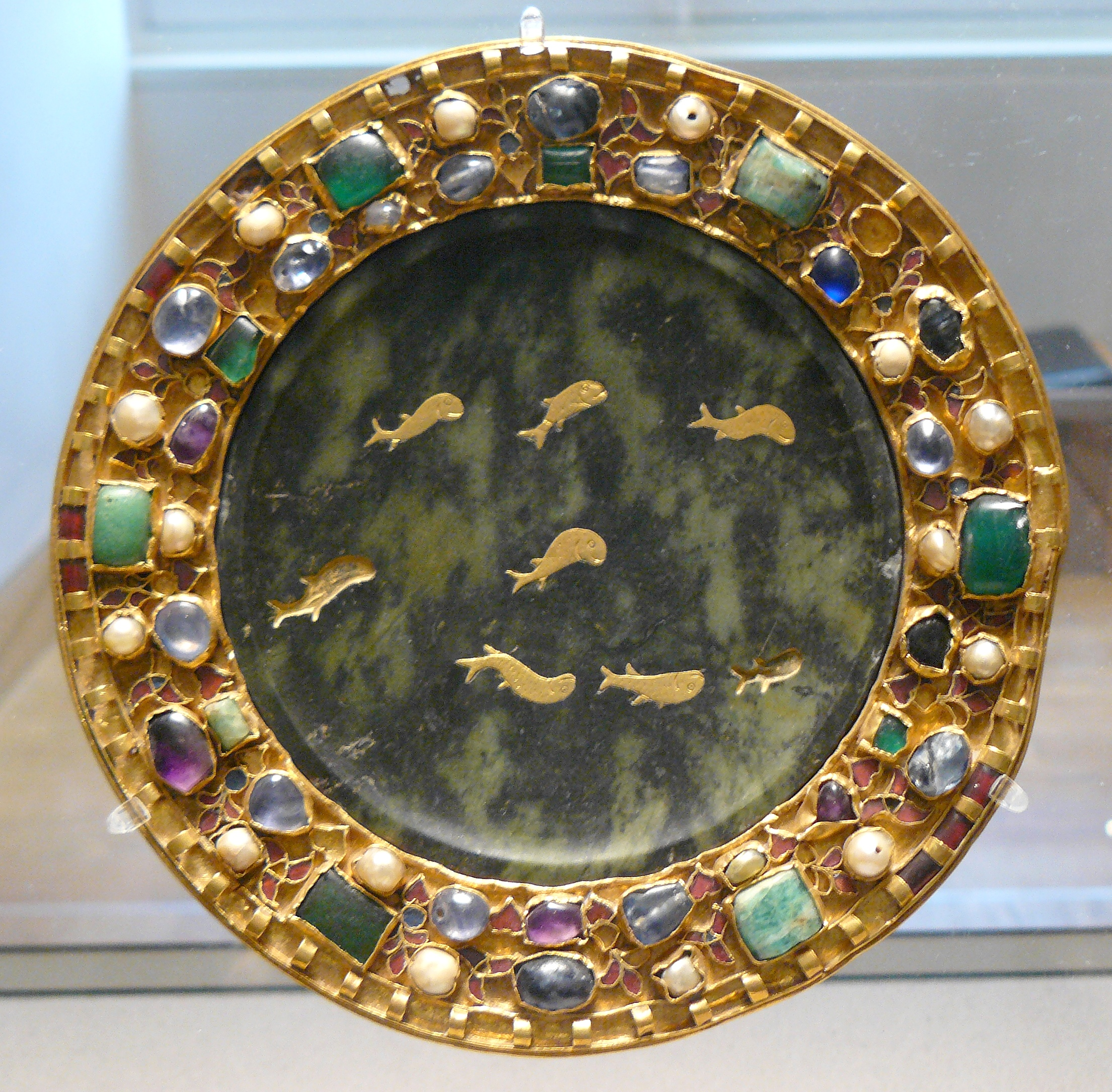
Patène de serpentine
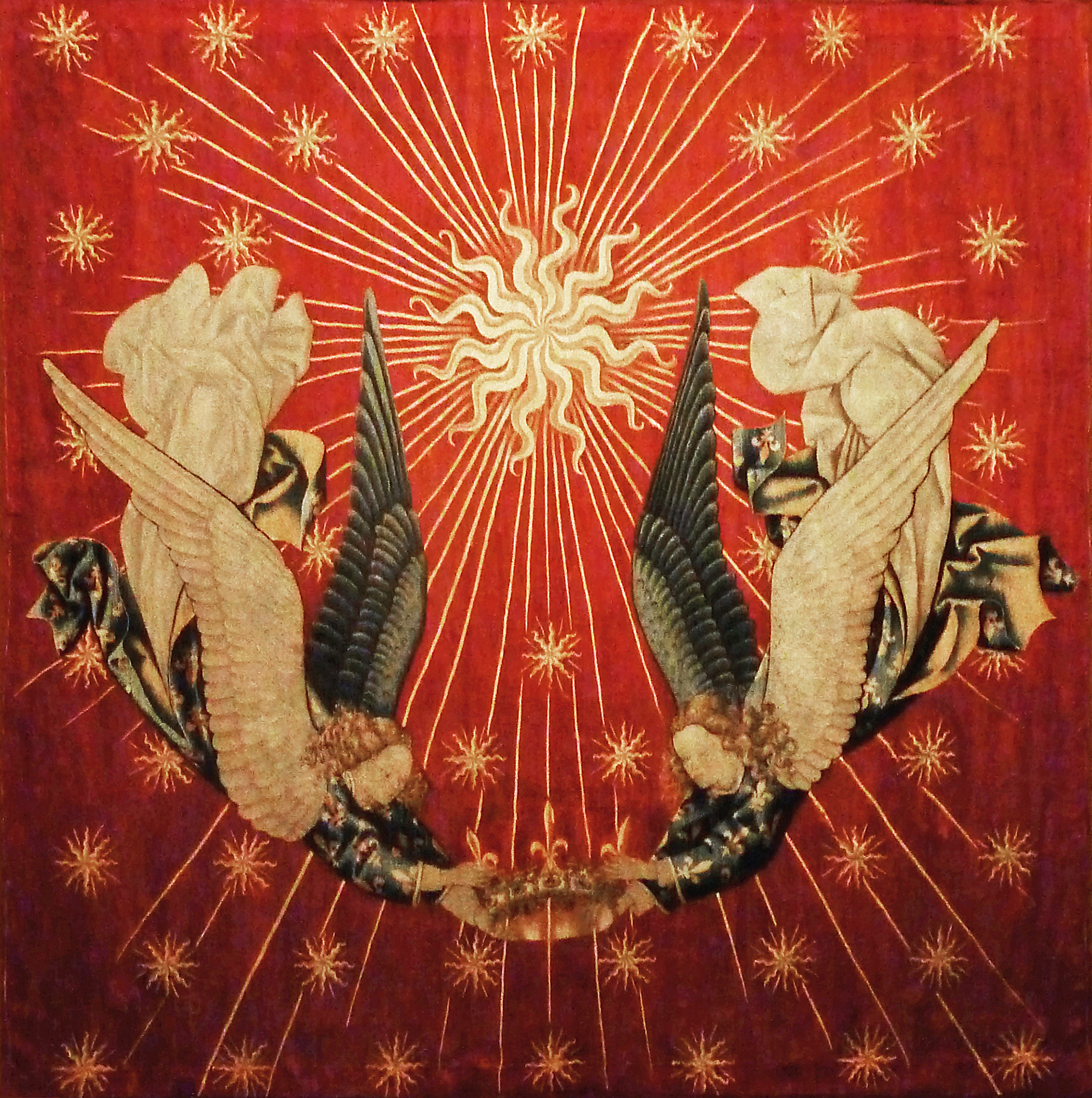
Dais de Charles VII
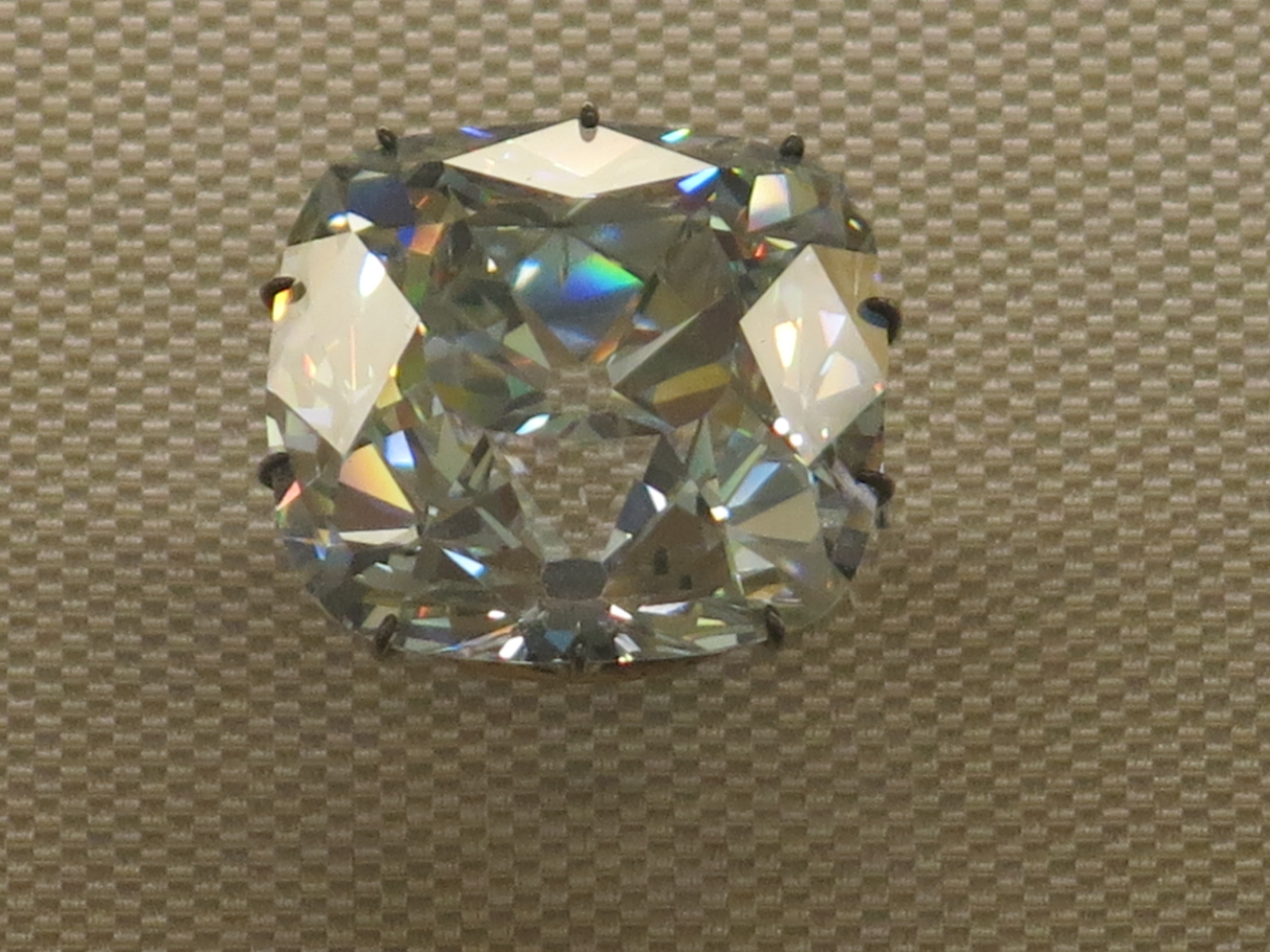
Diamant Le Régent
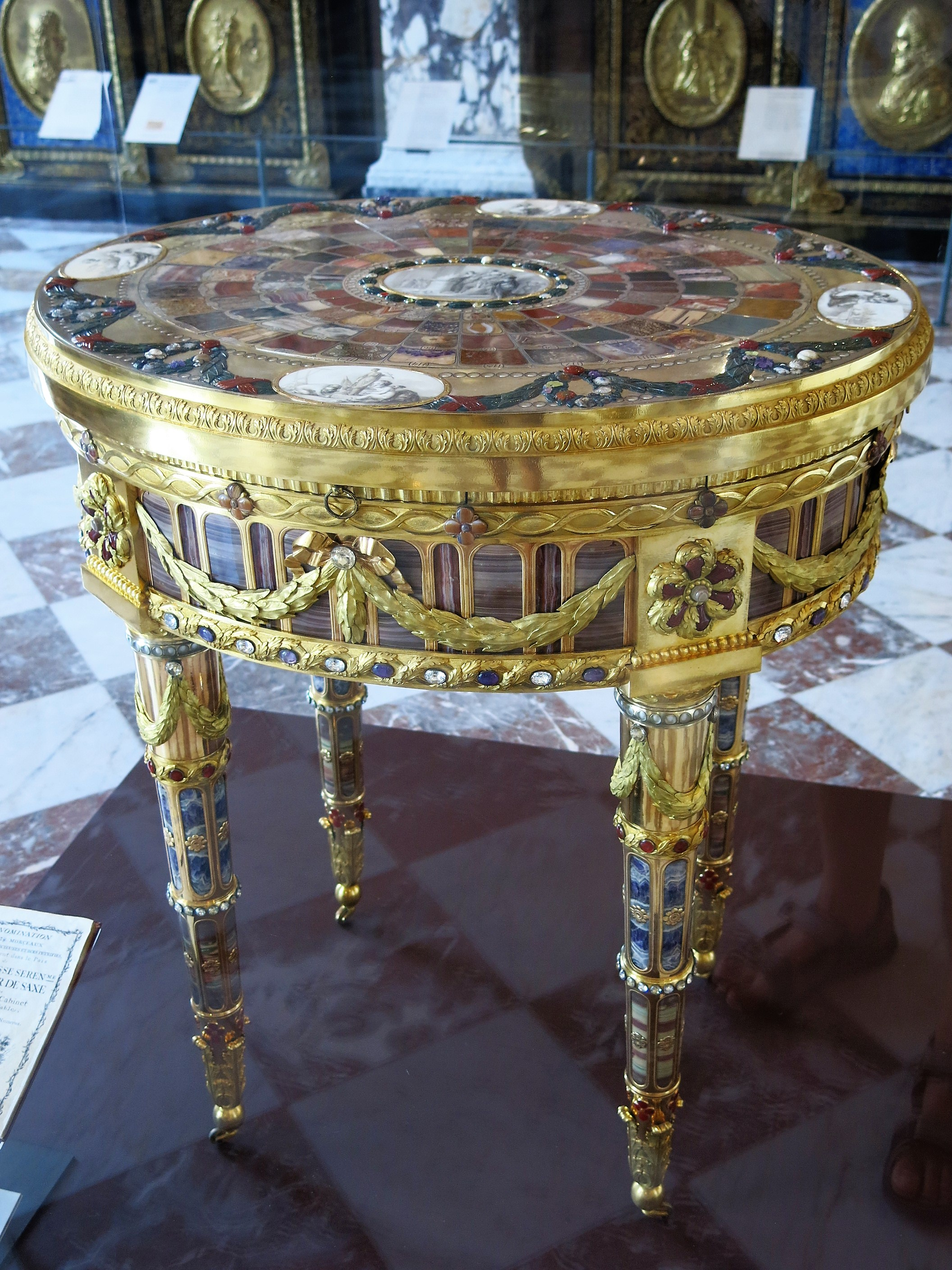
Table de Teschen
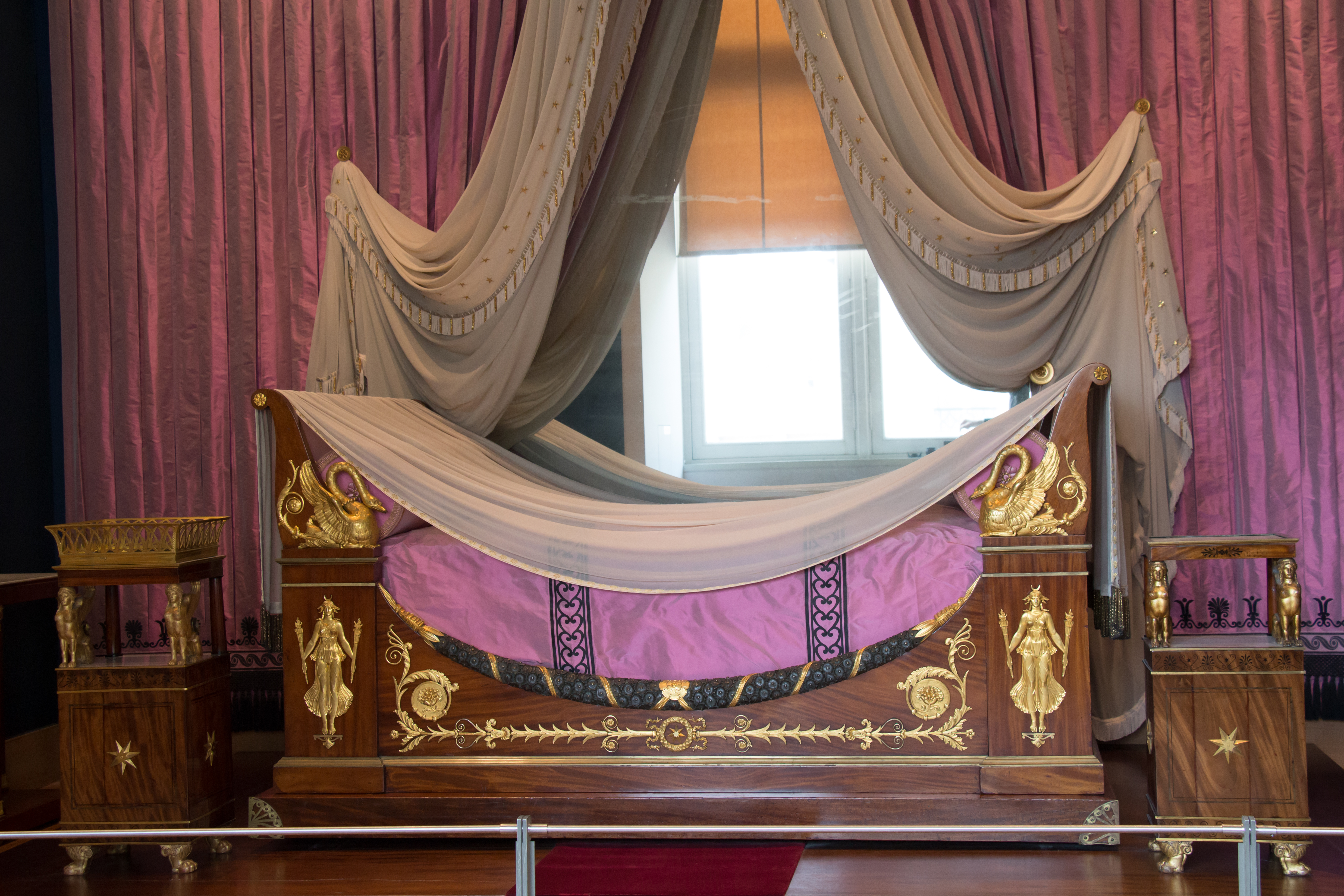
Chambre de Madame Récamier
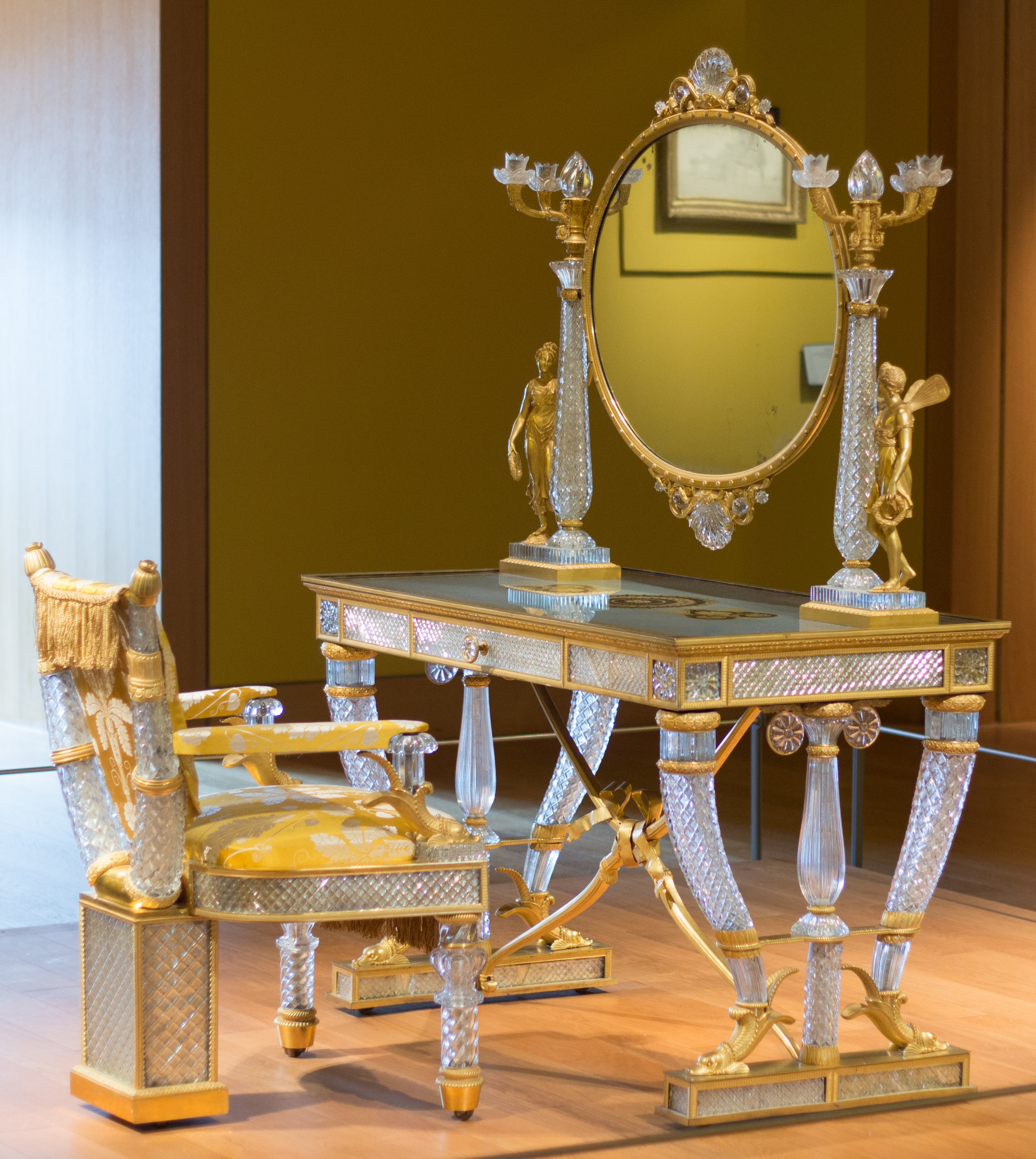
Table de toilette de la duchesse de Berry
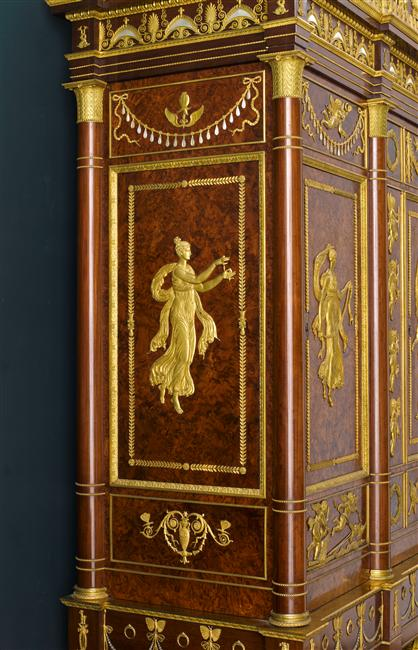
Grand écrin de l'impératrice Joséphine
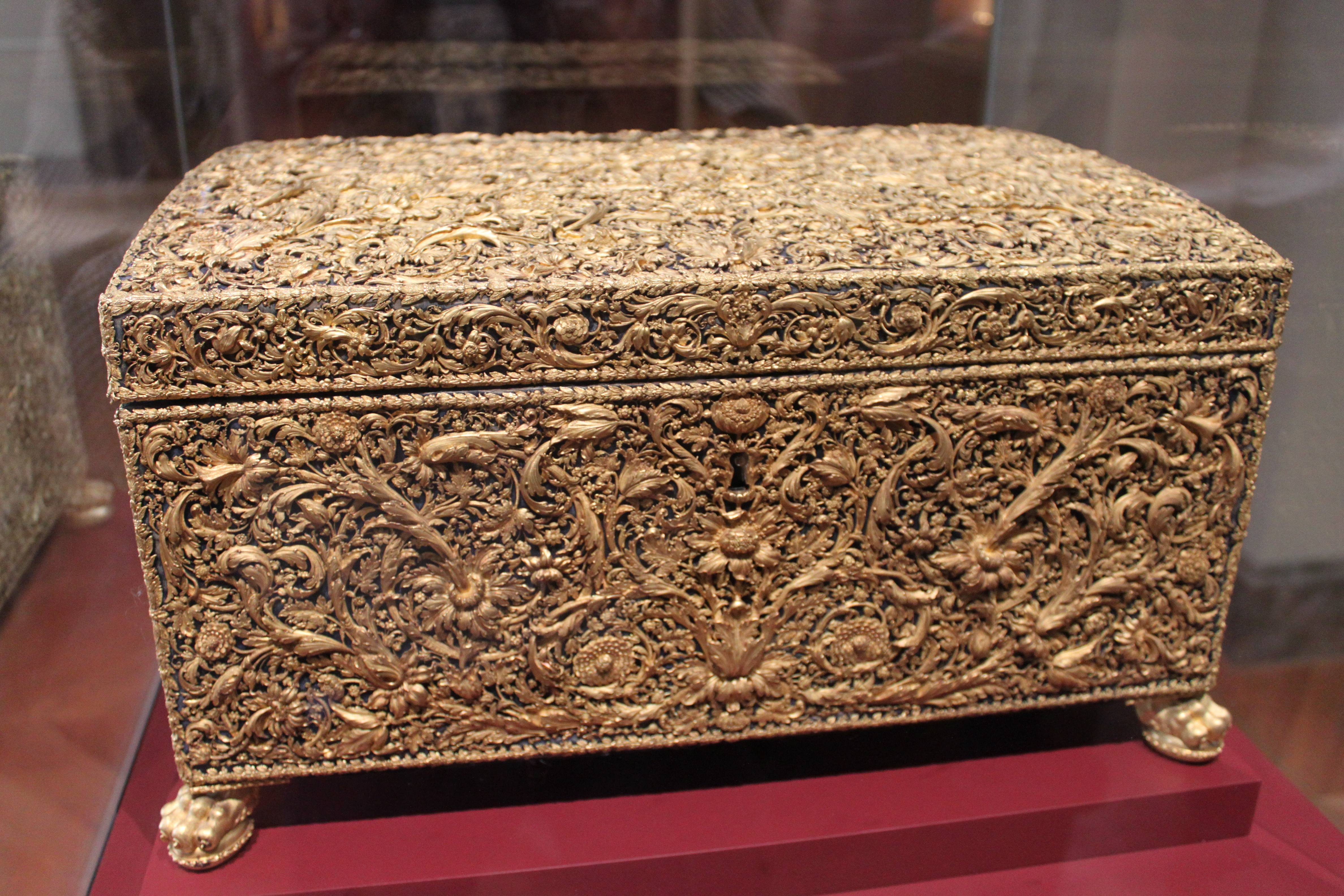
Coffre en or de Louis XIV
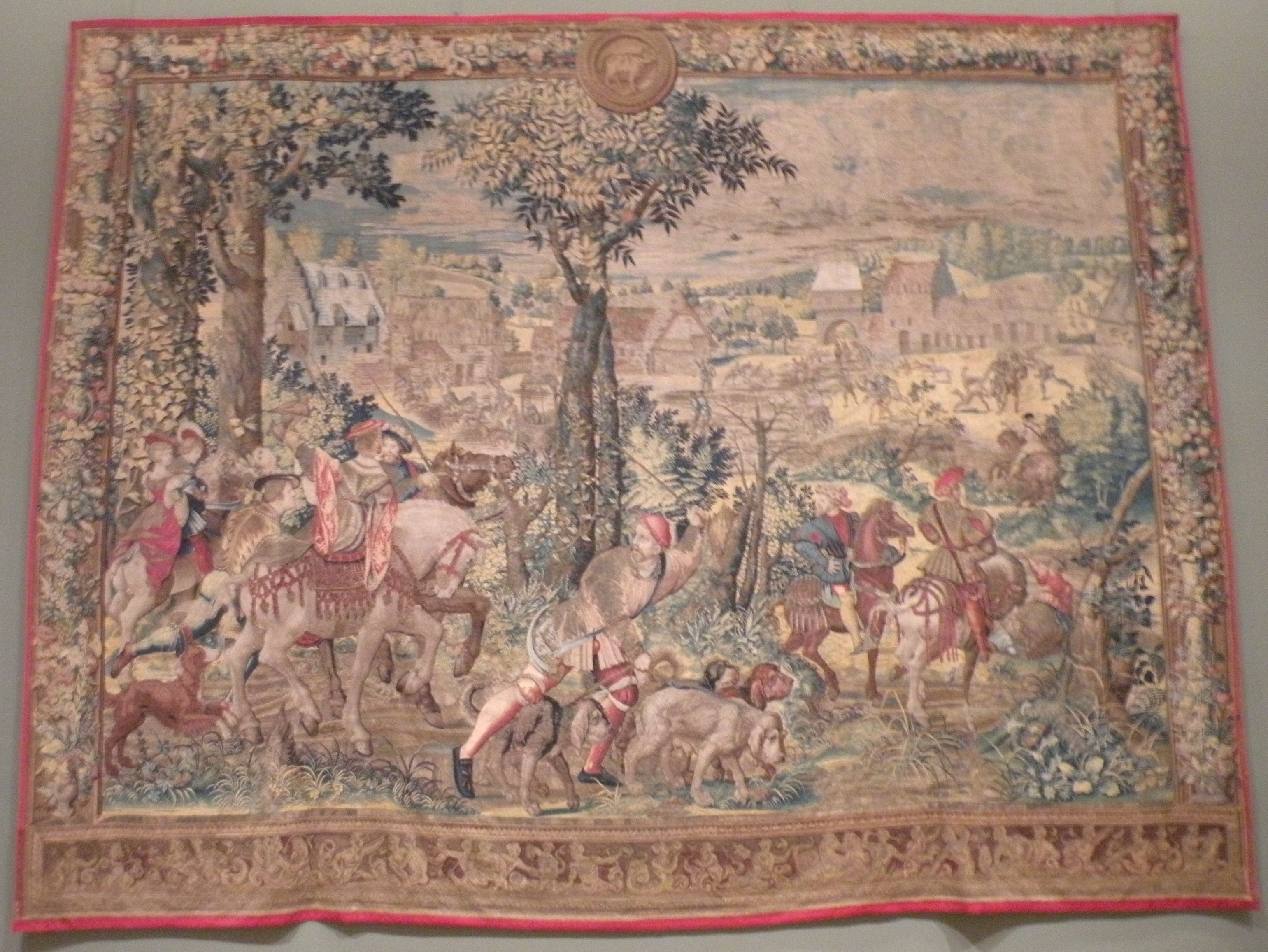
Tenture Les Chasses de Maximilien
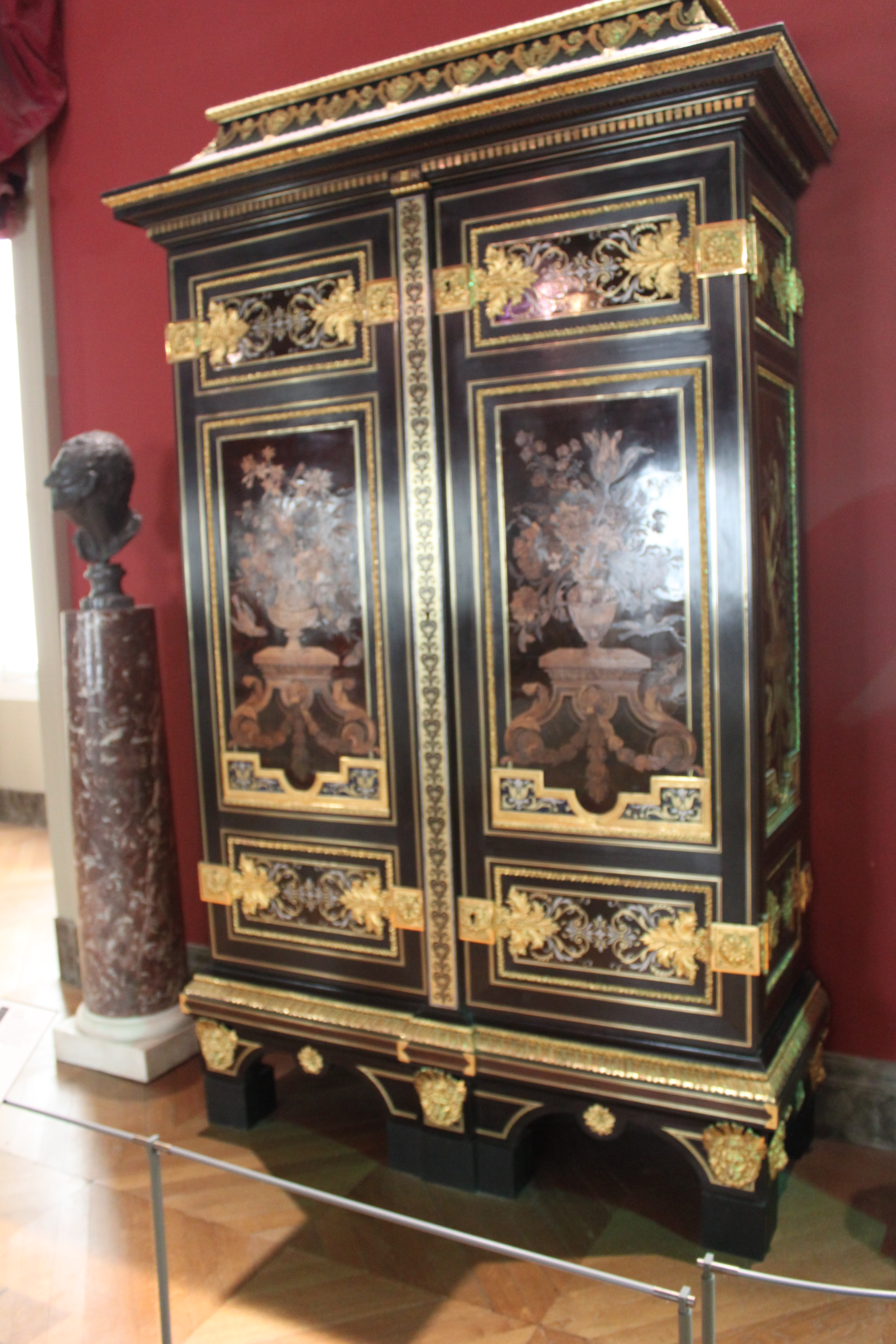
Armoire aux perroquets (Louvre) de André-Charles Boulle
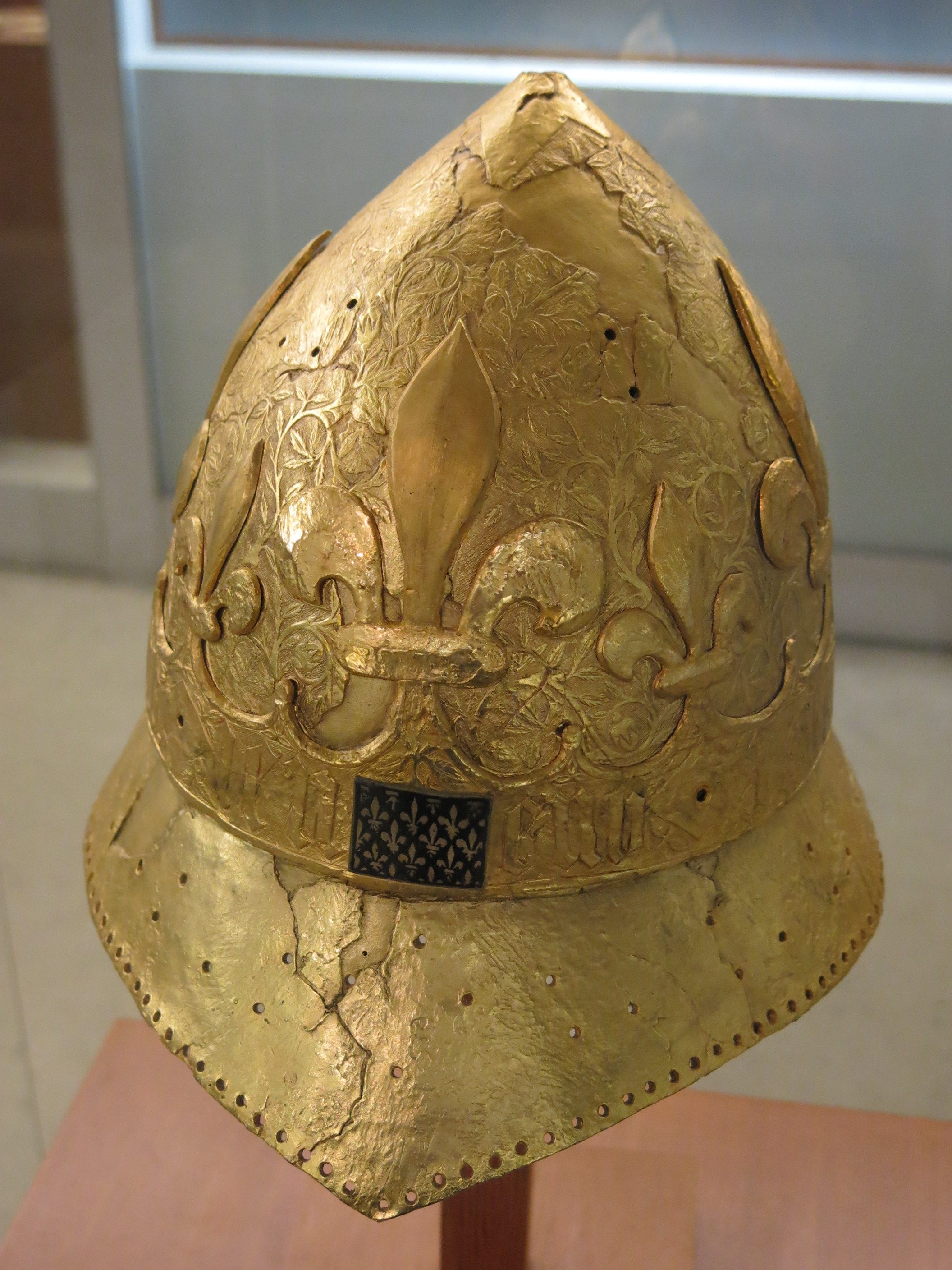
Casque de parade de Charles VI
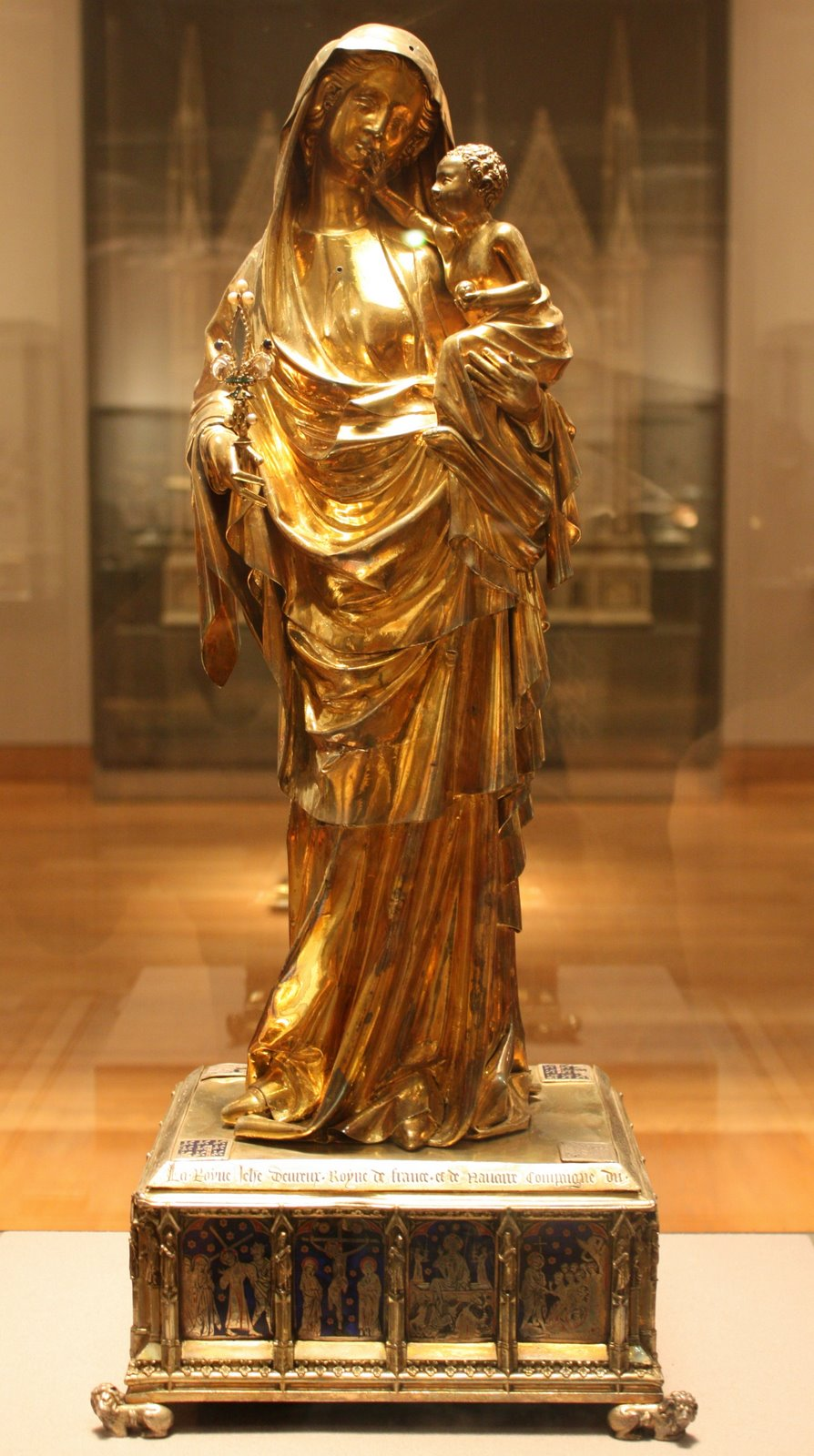
Vierge à l'Enfant (Jeanne d'Evreux)
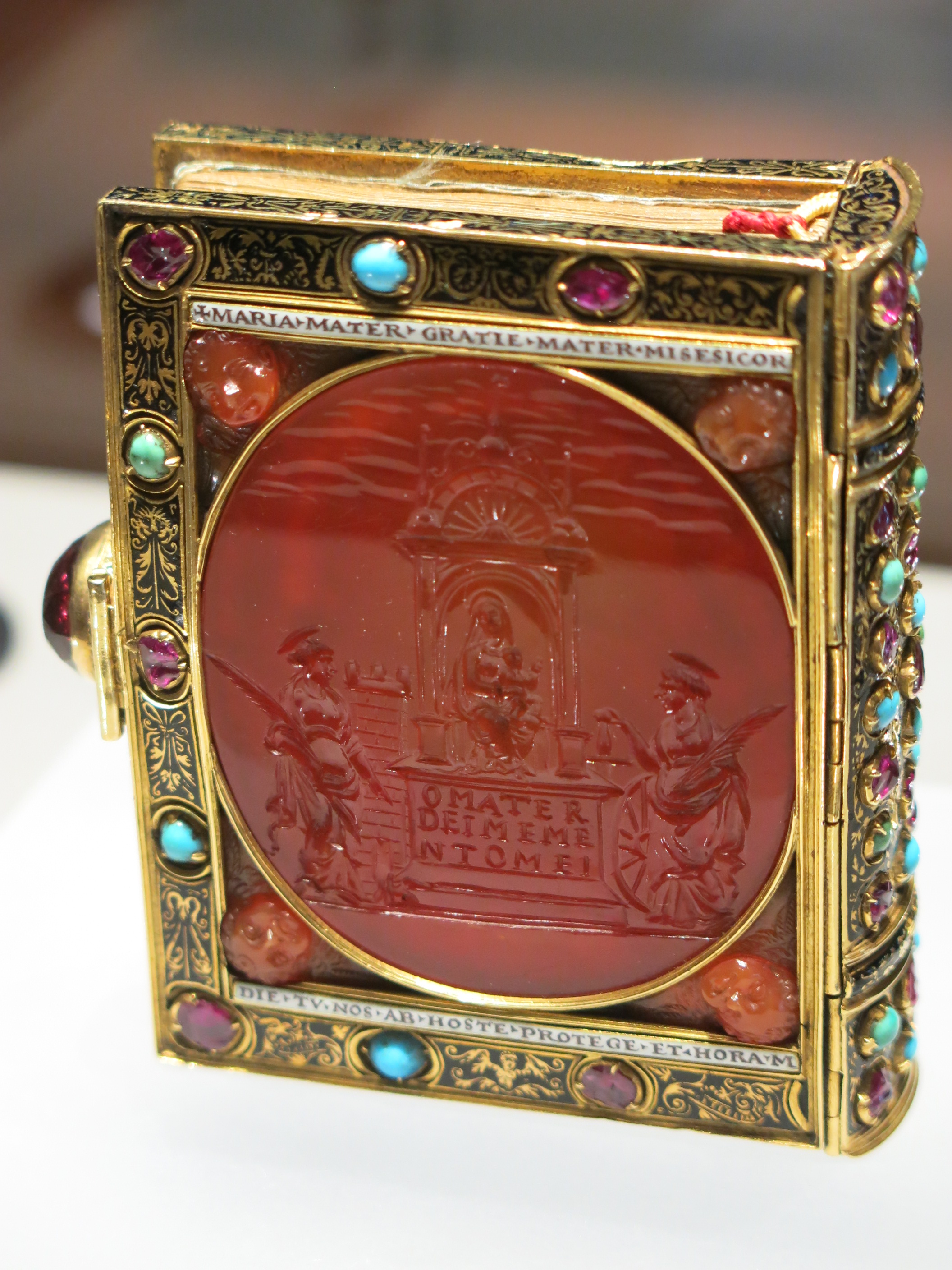
Livre d'Heures de François Ier

## Œuvres majeures
Le trésor de Saint-Denis :
- L'Aigle de Suger
- L'épée de Charlemagne
- Le sceptre de Charles V
- La patène de serpentine

Les joyaux de la Couronne :
- Le diamant Le Régent
- Le diamant Le Sancy
- La couronne de Louis XV[8]

- Le diadème de la duchesse d'Angoulême

- La couronne, le diadème et le nœud de corsage de l'impératrice Eugénie
- Coffre des pierreries de Louis XIV

Les décors historiques :
- Les appartements Napoléon III
- La galerie d'Apollon

- La chambre de Madame Récamier
- Salon de l'hôtel Le Bas de Montargis
- Cabinet de l'hôtel de Villemaré Dangé

Mobilier :
- Table de Teschen
- Armoire aux perroquets (Boulle)
- Athénienne de Napoléon Ier
- Grand écrin de l'impératrice Joséphine
- Table de toilette de la duchesse de Berry

Autres :
- Ivoire Barberini (byzantin)
- Vierge à l'Enfant (Jeanne d'Evreux)
- Casque de parade de Charles VI
- Tenture Les Chasses de Maximilien

## Principales acquisitions récentes
- 2024 : Aiguière d'Isabelle d'Este
- 2023 : 
  - Tabatière Choiseul
  - Candélabre Ananas et statue Le Silence de Joseph Chinard (pour la chambre de Madame Récamier)
- 2022 : Camée attribué à Giovanni Ambrogio Miseroni
- 2020 : Coffret dit roman[9]
- 2019 : Coffret à bijoux de la duchesse de Berry (don)
- 2018 : Le Livre d'heures de François Ier (mécénat)
- 2015 : 
  - Table de Teschen
  - Tapisserie Les Astronomes (Histoire de l'Empereur de Chine)
- 2014 : 
  - Paravent aux Oiseaux de la duchesse de Berry
  - Le Char d'Apollon (bronze et marbre), d'époque Empire
- 2012 : Statuettes provenant du groupe représentant la Descente de Croix, Saint Jean et Allégorie de la Synagogue
- 2009 : 
  - Le Dais de Charles VII
  - Boite à portrait de Louis XIV (don des Amis du Louvre)
- 2008 : Grand Nœud de corsage de l'Impératrice Eugénie (ancienne collection des Diamants de la Couronne)

- 2006 : Guéridon en porcelaine de Sèvres (don des Amis du Louvre)
- 2002 : Diadème de la duchesse d'Angoulême (ancienne collection des Diamants de la Couronne)
- 2001 : Parure en or et mosaïque (ancienne collection des Diamants de la Couronne; don des Amis du Louvre)
- 1992 : Diadème de l'impératrice Eugénie (ancienne collection des Diamants de la Couronne; don des Amis du Louvre)
- 1988 : Couronne de l'impératrice Eugénie (ancienne collection des Diamants de la Couronne; don particulier)

## Mécénat
De grands donateurs comme Isaac de Camondo ou Basile de Schlichting, d'autres mécènes comme le Cercle Cressent ou la Société des amis du Louvre ont participé à la restauration ou à l'acquisition de pièces pour les collections de la seconde moitié du XVIIe et du XVIIIe siècle.